# Liste der Biografien/Gue
Liste der Biografien |
Portal Biografien |
Personensuche
# |
A |
B |
C |
D |
E |
F |
G |
H |
I |
J |
K |
L |
M |
N |
O |
P |
Q |
R |
S |
T |
U |
V |
W |
X |
Y |
Z |
?
 
Ga |
Gb |
Gc |
Gd |
Ge |
Gf |
Gh |
Gi |
Gj |
Gk |
Gl |
Gm |
Gn |
Go |
Gp |
Gq |
Gr |
Gs |
Gu |
Gv |
Gw |
Gy |
Gz
 
Gua |
Gub |
Guc |
Gud |
Gue |
Guf |
Gug |
Guh |
Gui |
Guj |
Guk |
Gul |
Gum |
Gun |
Guo |
Gup |
Gur |
Gus |
Gut |
Guu |
Guv |
Guw |
Guy |
Guz
Die Liste der Biografien führt alle Personen auf, die in der deutschsprachigen Wikipedia einen Artikel haben. Dieses ist eine Teilliste mit 573 Einträgen von Personen, deren Namen mit den Buchstaben „Gue“ beginnt.

## Gue
- Guè Pequeno (* 1980), italienischer Rapper und MusikproduzentGuè Pequeno (* 1980)

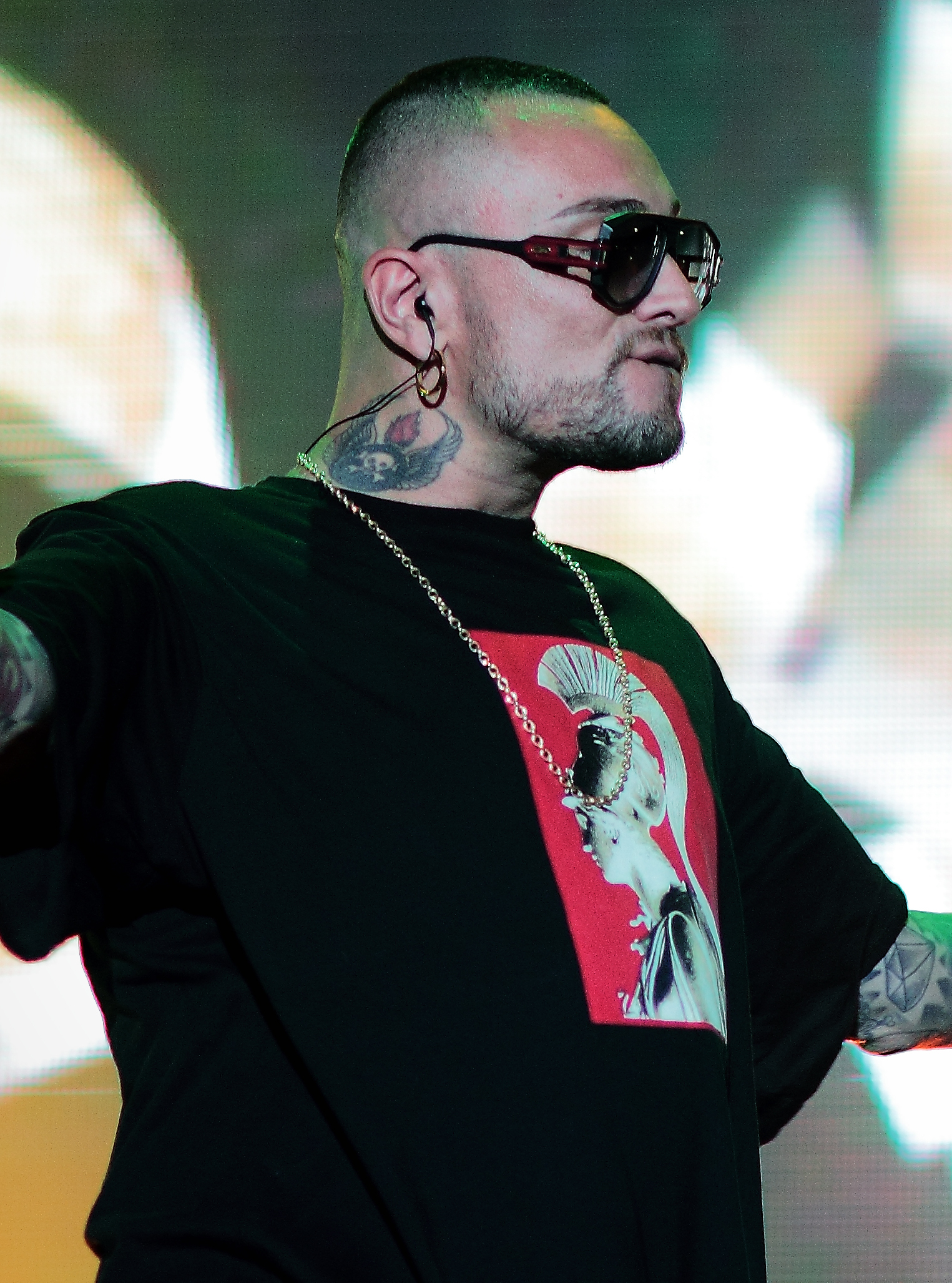
Guè Pequeno (* 1980)

- Gue, Benjamin F. (1828–1904), US-amerikanischer Politiker
- Gue, Michael (* 1962), deutscher Fußballspieler
- Gué, Oscar (1809–1877), französischer Maler

### Guea
- Guéant, Claude (* 1945), französischer Politiker

### Gueb
- Guébo, Josué (* 1972), ivorischer Akademiker, Lyriker und Novellist
- Guébré, Inoussa, ivorischer Straßenradrennfahrer
- Guébriant, Jean Baptiste Budes de (1602–1643), Marschall von Frankreich
- Guebuza, Armando (* 1943), mosambikanischer Staatspräsident
- Guebuza, Valentina (1980–2016), mosambikanische Unternehmerin

### Guec
- Gueci, Tea (* 1999), italienische Schachspielerin

### Gued
- Guédé, Karim (* 1985), slowakischer Fußballspieler
- Guede, Rudy, ivorischer Mordverdächtigter
- Guedel, Arthur Ernest (1883–1956), US-amerikanischer Anästhesist
- Guedes, Anaisio (* 1975), deutscher Galerist
- Guedes, Anthony (* 1952), US-amerikanischer Werbefilmproduzent und -unternehmer
- Guedes, Christophe (* 1993), Schweizer Fußballtorhüter
- Guedes, Delfim Ribeiro (1908–1985), brasilianischer Geistlicher, Bischof von São João del-Rei
- Guedes, Edgard, uruguayischer Politiker
- Guedes, Eduardo (1941–2000), portugiesischer Regisseur
- Guedes, Fabian (* 1980), brasilianischer Fußballspieler
- Guedes, Gonçalo (* 1996), portugiesischer FußballspielerGonçalo Guedes (* 1996)

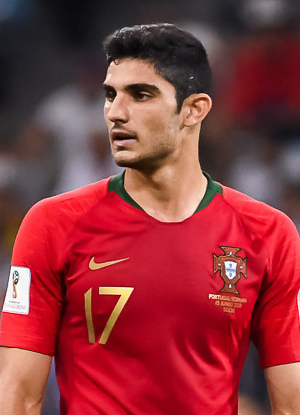
Gonçalo Guedes (* 1996)

- Guedes, Gui (* 2002), portugiesischer Fußballspieler
- Guedes, João (1921–1983), portugiesischer Schauspieler und Regisseur
- Guedes, Joaquim (1932–2008), brasilianischer Architekt
- Guedes, José Otacio Oliveira (* 1974), brasilianischer römisch-katholischer Geistlicher, Weihbischof in Belo Horizonte
- Guedes, Luiz Antônio (* 1945), brasilianischer Geistlicher, römisch-katholischer Bischof von Campo Limpo
- Guedes, Marcos Miranda (1924–2001), portugiesischer Architekt
- Guedes, Mario (* 1958), deutscher Schwergewichtsboxer
- Guedes, Pancho (1925–2015), portugiesischer Architekt, Bildhauer und Maler
- Guedes, Paula (* 1953), portugiesische Schauspielerin
- Guedes, Paulo (* 1949), brasilianischer Ökonom und Wirtschaftsminister
- Guedes, Samuel Ethor Ferreira (* 2001), brasilianischer Fußballspieler
- Guedes, Tiago (* 1971), portugiesischer Regisseur
- Guedia, Antoinette (* 1995), kamerunische Schwimmerin
- Guédiguian, Robert (* 1953), französischer Filmregisseur und -produzent
- Guedioura, Adlène (* 1985), algerischer Fußballspieler
- Guedj, Denis (1940–2010), französischer Mathematiker und Schriftsteller
- Guedj, Nadav (* 1998), französisch-israelischer Sänger
- Guédon, Henri (1944–2006), französischer Musiker (Perkussion, Komposition) und bildender Künstler
- Guédon, Jean-Rémy (* 1957), französischer Jazzmusiker
- Guedri, Haifa (* 1989), tunesische Fußballspielerin
- Guédron, Pierre, französischer Sänger und Komponist

### Guef
- Gueffroy, Chris (1968–1989), letztes Todesopfer durch Waffeneinsatz an der Berliner MauerChris Gueffroy (1968–1989)

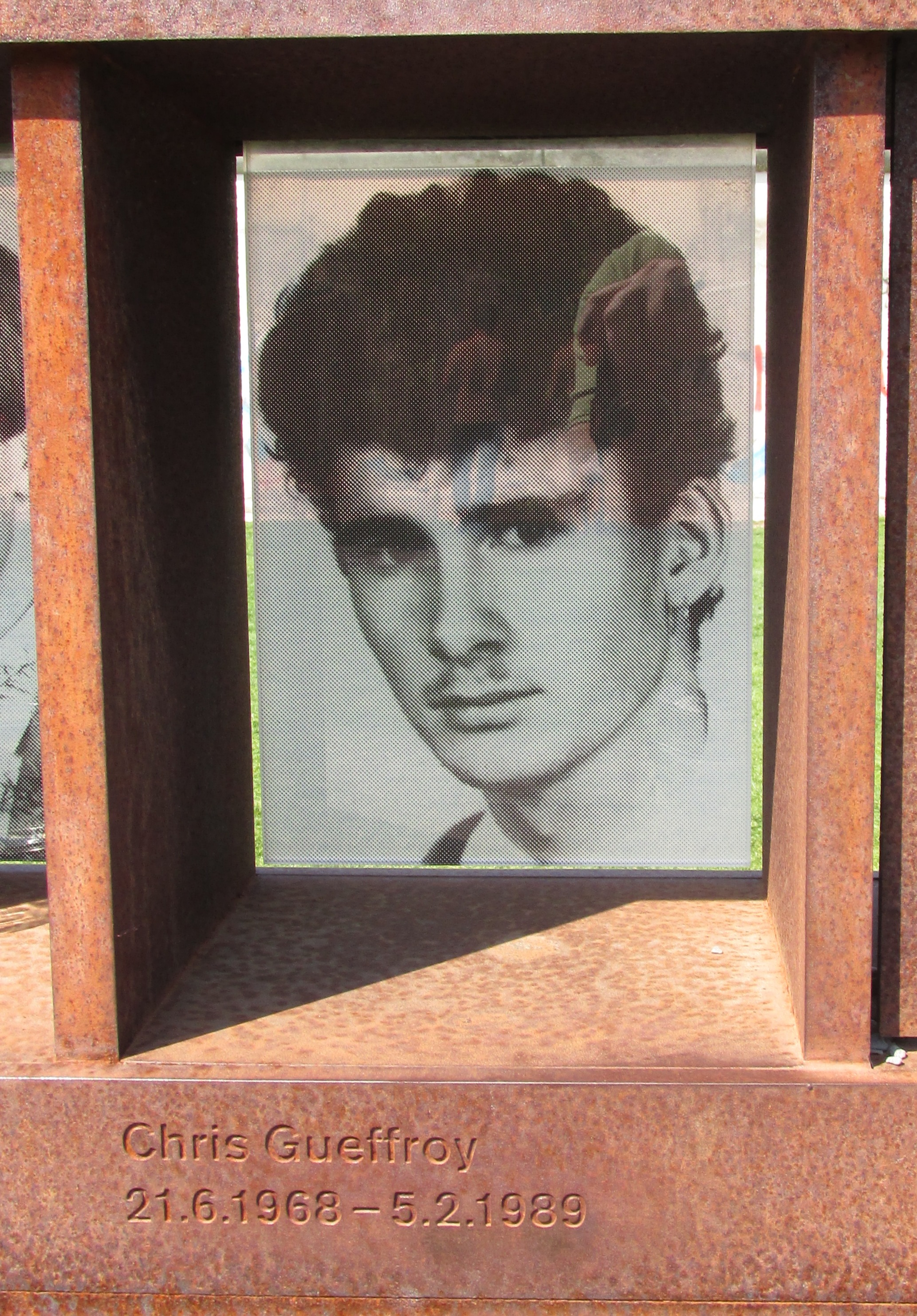
Chris Gueffroy (1968–1989)

- Gueffroy, Günter (1944–2015), deutscher Fotograf

### Gueg
- Guégan, Raymond (1921–2007), französischer Radrennfahrer
- Guégan, Stéphane (* 1942), französischer Kunsthistoriker, Kunstkritiker und Kurator
- Gueglio, Andrea (* 1964), italienischer Marineoffizier im Dienstgrad eines Flottillenadmirals
- Guéguen, Jean (1924–1998), französischer Radrennfahrer
- Gueguen, Nicolas, französischer Hochschullehrer, Professor für Sozial- und Kognitionspsychologie
- Gueguen, Raoul (* 1947), französischer Pentathlet
- Guéguen, Yves (* 1949), französischer Geophysiker
- Gueguin, Axel (* 2005), französischer Fußballspieler

### Gueh
- Guehai, Ida (* 1994), ivorischer Fußballspieler
- Guéhéneuc, Charles-Louis (1783–1849), französischer Generalleutnant der Infanterie
- Guéhenno, Jean (1890–1978), französischer Pädagoge, Journalist und Schriftsteller
- Guéhenno, Jean-Marie (* 1949), französischer Politologe und Diplomat
- Guehery, Rudolf de (1883–1949), deutscher Jurist und höherer sächsischer Staatsbeamter
- Guéhi, Marc (* 2000), englischer FußballspielerMarc Guéhi (* 2000)

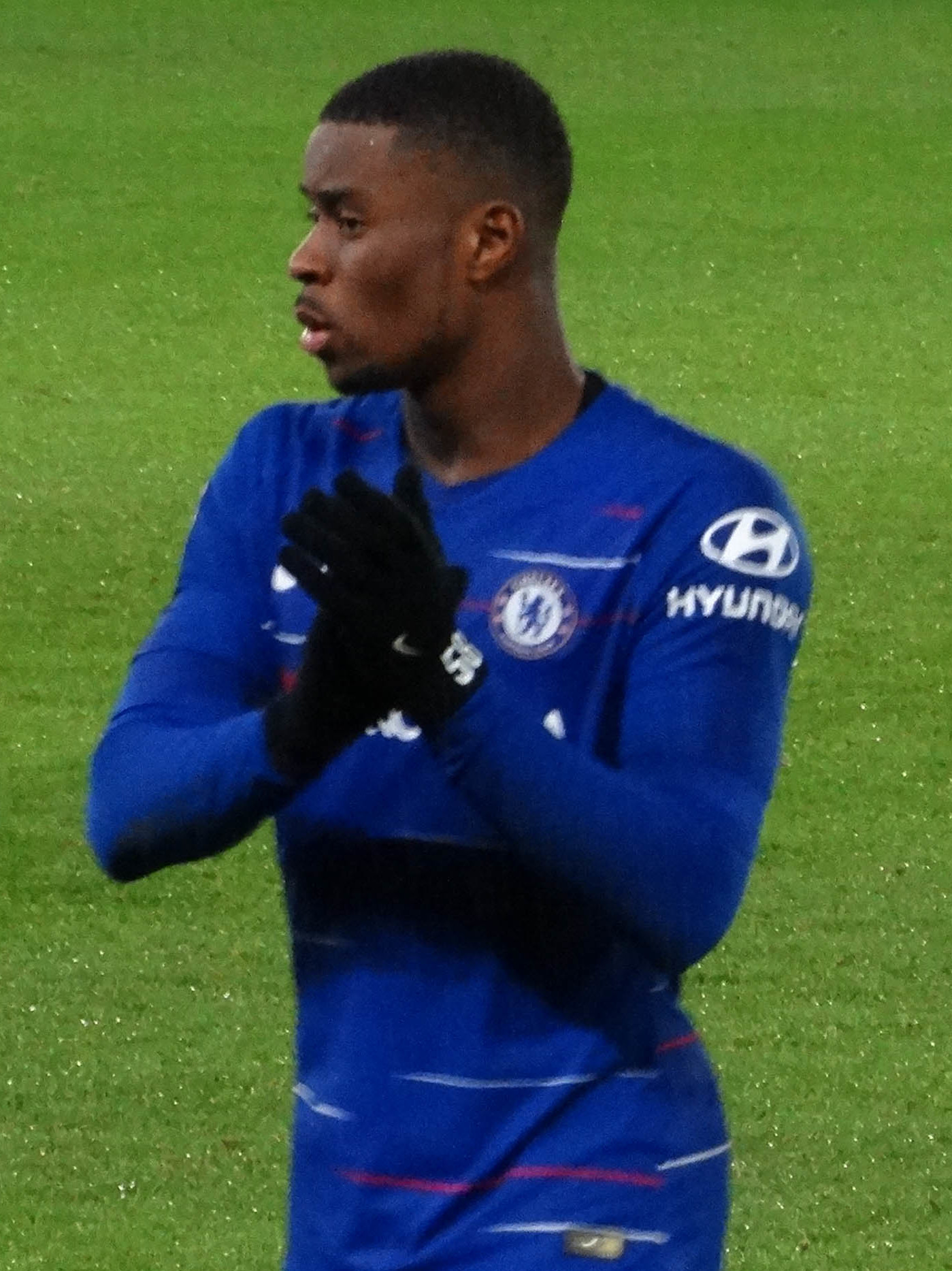
Marc Guéhi (* 2000)

- Guého, Joseph (1937–2008), französischer Botaniker
- Guehrer, Marieke (* 1986), australische Schwimmerin

### Guei
- Gueï, Cyril (* 1977), französischer Schauspieler
- Gueï, Floria (* 1990), französische Leichtathletin
- Guéi, Franck (1967–2013), ivorischer Politiker
- Guéï, Robert (1941–2002), militärischer Führer von Côte d’Ivoire
- Gueiler Tejada, Lidia (1921–2011), erste Präsidentin BoliviensLidia Gueiler Tejada (1921–2011)

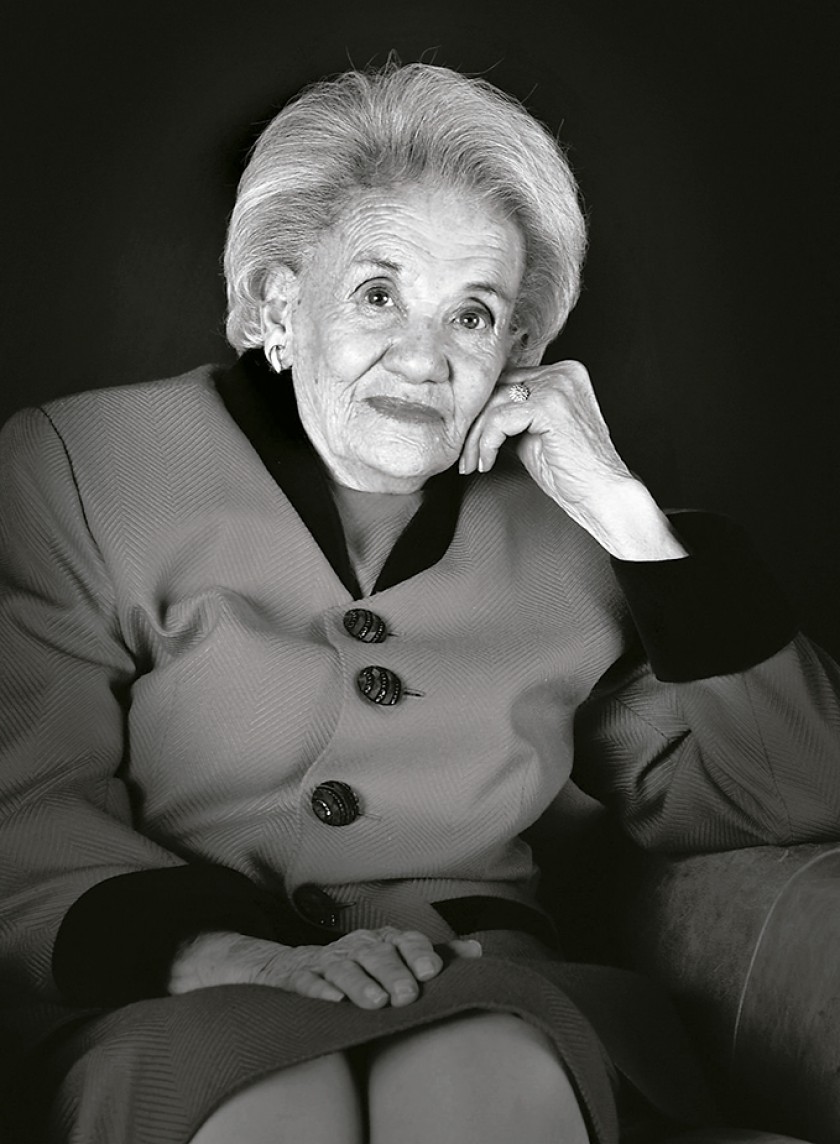
Lidia Gueiler Tejada (1921–2011)

- Gueintz, Christian (1592–1650), Pädagoge und Sprachgelehrter
- Gueinzius, Heinrich (1794–1871), preußischer Generalleutnant
- Gueinzius, Wilhelm (1813–1874), deutscher Pharmazeut und Naturforscher

### Guek
- Gueko, Seth (* 1980), französischer Rapper

### Guel
- Guela, Franck Manga (* 1986), ivorischer Fußballspieler
- Guelbenzu, José María (1944–2025), spanischer (Kriminal-)Schriftsteller
- Güeldini, Reynaldo (* 1954), brasilianischer Fußballspieler
- Gueldry, Ferdinand (1858–1945), französischer Maler und Illustrator
- Gueler, Senay (* 1976), House- und Elektro-DJ, Tattoo-Model, Musiker, Blogger und Schauspieler
- Guelf, Fernand M. (* 1955), luxemburgischer Philosoph und Schriftsteller
- Guelfenbein, Carla (* 1959), chilenische Schriftstellerin
- Guelfi, André (1919–2016), marokkanischer Automobilrennfahrer
- Guelfi, Giangiacomo (1924–2012), italienischer Opernsänger (Bariton)
- Güell y Renté, José (1818–1884), kubanisch-spanischer Politiker und Schriftsteller
- Güell, Eusebio (1846–1918), spanischer Unternehmer, Mäzen und PolitikerEusebio Güell (1846–1918)

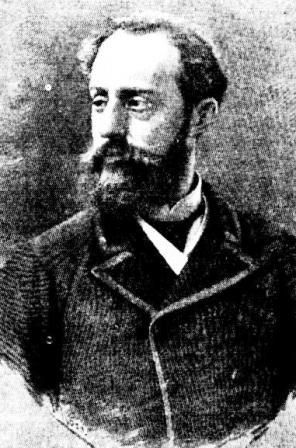
Eusebio Güell (1846–1918)

- Güell, Fernando (* 1959), spanischer Comiczeichner
- Güell, Fernando Centeno (1907–1993), costa-ricanischer Schriftsteller und Sonderpädagoge
- Güell, Gonzalo (1895–1985), kubanischer Politiker und Botschafter
- Guellec, Alain (* 1961), französischer Geistlicher und römisch-katholischer Bischof von Montauban
- Guellec, Ambroise (* 1941), französischer Politiker (UMP), Mitglied der Nationalversammlung, MdEP
- Guelleh, Ismaïl Omar (* 1947), dschibutischer Politiker, Präsident Dschibutis
- Guellil, Gabriela (* 1959), deutsche Diplomatin
- Guelmino, Nandor (* 1975), österreichischer MMA-Kämpfer
- Guelo Star (* 1987), puerto-ricanischer Vertreter des Reggaeton und des Hip-Hop
- Guelpa, Anja Wyden (* 1973), Schweizer Politologin und Staatskanzlerin
- Guelpa, Robert (1901–1974), französischer Ruderer

### Guem
- Guem (1947–2021), algerisch-französischer Perkussionist
- Guem, Abraham (* 1999), südsudanesischer Mittelstreckenläufer
- Guem, Alexander (* 1977), österreichischer Fußballspieler und -trainer
- Guem, Otto (1899–1976), österreichischer Jurist und Autor
- Guemes Rodriguez, Valeriano (1890–1978), spanischer Ordensgeistlicher und römisch-katholischer Superior von Cuttack
- Güemes y Horcasitas, Juan Francisco de (1681–1766), Gouverneur von Kuba und Vizekönig von Neuspanien
- Güemes, José (1803–1840), argentinischer Soldat und Politiker
- Güemes, Juan Vicente de (1738–1799), spanischer Vizekönig von Neuspanien
- Güemes, Martín Miguel de (1785–1821), südamerikanischer Revolutionär
- Güémez, Javier (* 1991), mexikanischer Fußballspieler

### Guen
- Guéna, Yves (1922–2016), französischer Politiker
- Guénard, Denise (1934–2017), französische Leichtathletin
- Guenassia, Jean-Michel (* 1950), französischer Drehbuchautor und Schriftsteller
- Guénat, Jérôme (1836–1897), französischer Zisterzienserabt
- Guenay, Oliver (1961–2018), deutscher Journalist und Sachbuchautor
- Guendoul, Farid († 1999), algerischer Asylbewerber und Opfer einer rechtsextremen Gewalttat
- Guendouzi, Mattéo (* 1999), französischer FußballspielerMattéo Guendouzi (* 1999)

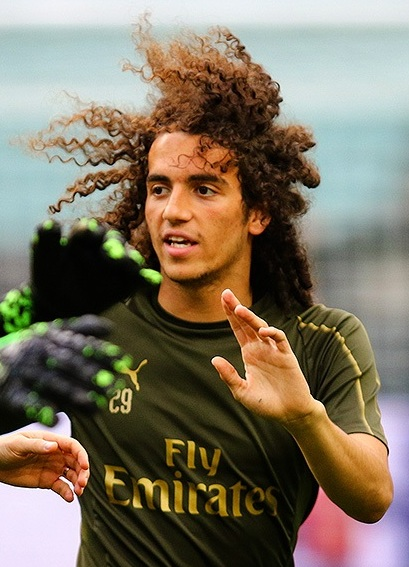
Mattéo Guendouzi (* 1999)

- Guène, Faïza (* 1985), französische Autorin und Filmemacherin
- Guéneau de Montbeillard, Philippe (1720–1785), französischer Advocat, Ornithologe und Enzyklopädist
- Guéneau, Danielle (* 1947), französische Sprinterin und Hürdenläuferin
- Guenée, Achille (1809–1880), französischer Entomologe
- Guenée, Antoine (1717–1803), französischer Priester und christlicher Apologet
- Guénégaud, Henri de († 1676), französischer Adliger und Beamter
- Gueneley, Philippe (* 1938), französischer römisch-katholischer Geistlicher, emeritierter Bischof von Langres
- Guénette, François-Pierre (* 1984), kanadischer Eishockeyspieler
- Guengalaenus, Benediktiner, Missionar und katholischer Heiliger
- Gueniffey, Patrice (* 1955), französischer Historiker
- Guénin, Marie-Alexandre (1744–1835), französischer Komponist und Violinist
- Guenin, Nate (* 1982), US-amerikanischer Eishockeyspieler
- Guénon, René (1886–1951), französischer Metaphysiker und esoterischer Schriftsteller
- Guénot, Christophe (* 1979), französischer Ringer
- Guenot, René (1890–1965), französischer Radrennfahrer
- Guénot, Steeve (* 1985), französischer Ringer
- Guenouche, Hakim (* 2000), französischer Fußballspieler
- Guenter, Richard (1856–1937), deutscher Kaufmann und Politiker (NLP), MdR
- Guenther, Andreas (* 1973), deutsch-österreichischer SchauspielerAndreas Guenther (* 1973)

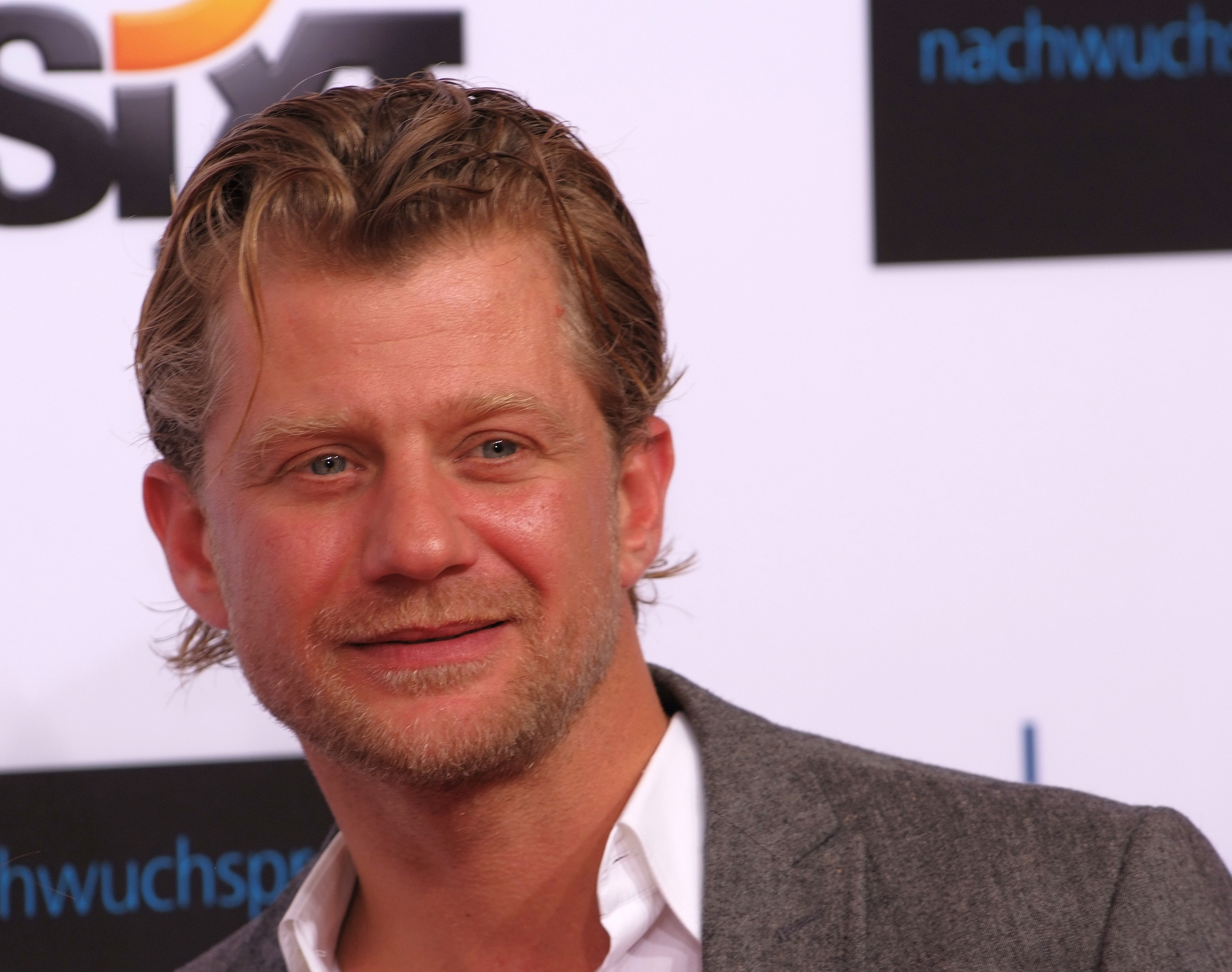
Andreas Guenther (* 1973)

- Guenther, Egon (1921–2004), deutscher Galerist und Kunstsammler
- Guenther, Ekke Wolfgang (1907–1995), deutscher Paläontologe und Geologe
- Guenther, Franz Adolph (1820–1880), deutscher Rittergutsbesitzer und Politiker, MdR
- Guenther, Georg von (1858–1942), deutscher Verwaltungsbeamter
- Guenther, Hans Lauchlan von (1864–1934), Unterstaatssekretär und Oberpräsident
- Guenther, Heinrich Otto (1857–1910), preußischer Verwaltungsjurist und Regierungspräsident
- Guenther, Herbert V. (1917–2006), deutscher Indologe, Buddhologe und Tibetologe
- Guenther, Johannes von (1886–1973), deutscher Schriftsteller
- Guenther, Konrad (1874–1955), deutscher Zoologe, Hochschullehrer und Naturschützer
- Guenther, Lars (* 1994), deutscher Fußballspieler
- Guenther, Lloyd (1906–1995), US-amerikanischer Eisschnellläufer
- Guenther, Paul (1860–1932), deutschamerikanischer Industrieller
- Guenther, Richard W. (1845–1913), US-amerikanischer Politiker deutscher Herkunft
- Guenther, William Barstow von (1815–1892), preußischer Verwaltungsbeamter
- Guenther, William Bernhard von (1878–1960), deutscher Verwaltungsbeamter und Rittergutsbesitzer
- Guenther, Wolfram A. (1929–2020), deutscher Schauspieler
- Guentherodt, Ingrid (1935–2020), deutsche Sprachwissenschaftlerin
- Guentzel, Gabe (* 1988), US-amerikanisch-deutscher Eishockeyspieler
- Guentzel, Jake (* 1994), US-amerikanischer Eishockeyspieler
- Guenzatti, Sebastián (* 1991), uruguayischer Fußballspieler
- Guenzi, Pier Davide (* 1964), italienischer Theologe

### Gueo
- Gueorgiou, Thierry (* 1979), französischer Orientierungsläufer

### Guep
- Guépin, Anthonij (1897–1964), niederländischer Segler

### Guer

#### Guera
- Guéranger, Prosper-Louis-Pascal (1805–1875), französischer Benediktinerabt, Begründer einer liturgischen Bewegung
- Guerao, Andreu (* 1983), spanischer Fußballspieler
- Guérapin de Vauréal, Louis-Guy de (1688–1760), französischer römisch-katholischer Bischof und Diplomat
- Guérard des Lauriers, Michel (1898–1988), französischer Sedisvakantist bzw. Sedisprivationist
- Guérard, Albert Léon (1880–1959), US-amerikanischer Literaturwissenschaftler und Universitätsprofessor
- Guérard, Amédée (1824–1898), französischer Maler
- Guerard, Benjamin (1740–1788), US-amerikanischer Politiker
- Guérard, Bernhard von († 1836), deutsch-österreichischer Porträtmaler und Miniaturmaler
- Guerard, Eugene von (1811–1901), australischer Maler
- Guérard, Franz von (1868–1951), deutscher Verwaltungsbeamter
- Guérard, Henri (1846–1897), französischer Maler, Grafiker und Kunstkritiker
- Guérard, Justine (* 1994), französische Triathletin
- Guérard, Michel (1933–2024), französischer Koch; Erfinder der Nouvelle Cuisine
- Guérard, Theodor von (1863–1943), deutscher Jurist und Politiker (Zentrum), MdRTheodor von Guérard (1863–1943)

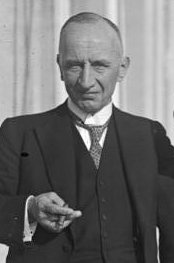
Theodor von Guérard (1863–1943)

- Guerau († 1228), Vizegraf von Cabrera und Áger, Graf von Urgell
- Guerau, Francisco (1649–1722), spanischer Gitarrist, Sänger, Komponist und Priester

#### Guerb
- Guerbe, Raymonde (1894–1995), französische Bildhauerin des Art déco
- Guerber, Joseph (1824–1909), deutscher Geistlicher und Politiker, MdR
- Guerbeur, Nathan (* 1996), französischer Duathlet

#### Guerc
- Guercino (1591–1666), italienischer Maler des Barock
- Guercio, Gaspare (1611–1679), italienischer Architekt und Bildhauer des Barock
- Guercio, James William (* 1945), US-amerikanischer Musikproduzent
- Guercio, Maria (* 1952), italienische Archivarin und Präsidentin der Associazione Nazionale Archivistica Italiana

#### Guerd
- Guerdat, Philippe (* 1952), Schweizer Springreiter; Eqiupechef der belgischen Springreiter
- Guerdat, Steve (* 1982), Schweizer SpringreiterSteve Guerdat (* 1982)

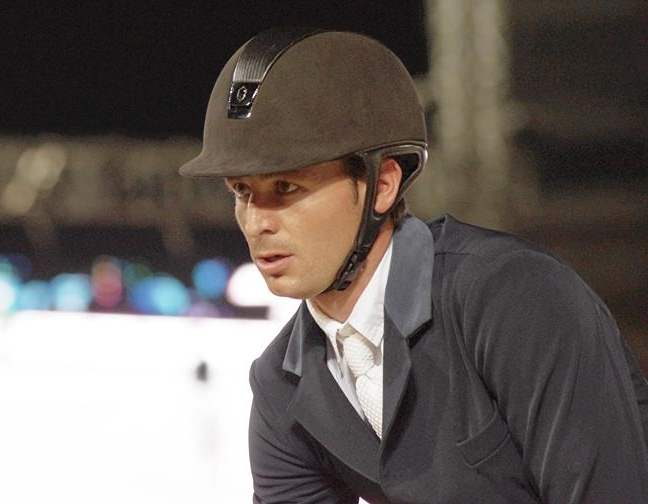
Steve Guerdat (* 1982)

#### Guere
- Guérech († 988), bretonischer Adliger und Herzog
- Guéret, Gabriel (1641–1688), französischer Schriftsteller und Literaturkritiker
- Guerette, Michelle (* 1980), US-amerikanische Ruderin

#### Gueri
- Guericke, Ferdinand (1803–1878), deutscher alt-lutherischer Theologe
- Guericke, Otto von (1602–1686), deutscher Erfinder und PolitikerOtto von Guericke (1602–1686)

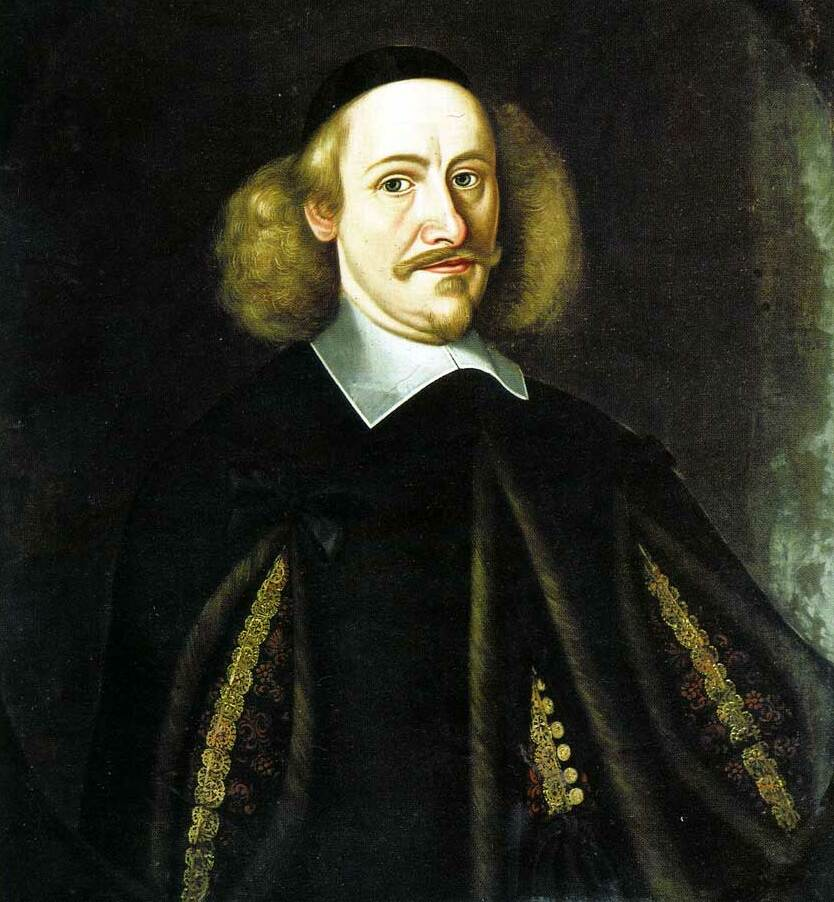
Otto von Guericke (1602–1686)

- Guérillot, Amanzia (1828–1905), italienische Malerin
- Guerillot, Peter (1818–1880), deutscher Verwaltungsjurist
- Guérillot, Roger (1904–1971), französischer Kolonist in Ubangi-Schari
- Guerillot, Vanina (* 2002), portugiesische Skirennläuferin
- Guérin († 1227), Bischof von Senlis und Kanzler von Frankreich
- Guérin de Bouscal, Guyon (1617–1675), französischer Schriftsteller
- Guérin de Tencin, Claudine (1682–1749), französische Salonière, leibliche Mutter von Jean Baptiste le Rond d’Alembert
- Guérin d’Estriché, Isaac-François (1636–1728), französischer Schauspieler
- Guérin Jean (* 1964), französischer Radrennfahrer
- Guérin Lebrun († 1236), Großmeister des Malteserordens
- Guérin, Alexis (* 1992), französischer Radrennfahrer
- Guérin, Amandine (* 1993), französische Fußballspielerin
- Guérin, Beb (1941–1980), französischer Jazzbassist
- Guerin, Bill (* 1970), US-amerikanischer Eishockeyspieler und -funktionär
- Guérin, Camille (1872–1961), französischer Veterinär, Bakteriologe und Immunologe
- Guérin, Charles (1872–1910), französischer Geistlicher, römisch-katholischer Präfekt von Ghardaia
- Guérin, Charles (1873–1907), französischer Dichter
- Guérin, Charles-François-Prosper (1875–1939), französischer Maler des Fauvismus
- Guérin, Christophe (1758–1831), französischer Zeichner und Kupferstecher
- Guérin, Daniel (1904–1988), französischer Anarchist und Autor
- Guérin, Eugénie de (1805–1848), französische Tagebuchschreiberin und Autorin
- Guérin, Florence (* 1965), französische Schauspielerin
- Guérin, Gilles († 1678), französischer Bildhauer
- Guérin, Henri (1905–1967), französischer Degenfechter
- Guérin, Henri (1921–1995), französischer Fußballspieler und -trainer
- Guerin, James John Edmund (1856–1932), kanadischer Arzt und Politiker
- Guérin, Jean († 1806), französischer Lackmaler und Tischler
- Guérin, Jean Michel Prosper (1838–1921), französischer Maler
- Guérin, Jean-Baptiste Paulin (1783–1855), französischer Maler des Klassizismus
- Guérin, Jean-François (1929–2005), katholischer Priester und Gründer der Gemeinschaft Sankt Martin
- Guérin, Jean-Urbain (1760–1836), französischer Miniaturmaler
- Guerin, John (1939–2004), US-amerikanischer Schlagzeuger
- Guérin, Jules (1801–1886), belgischer Mediziner
- Guérin, Jules (1860–1910), französischer antisemitischer PolitikerJules Guérin (1860–1910)

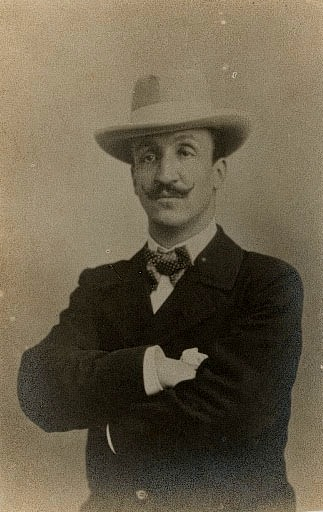
Jules Guérin (1860–1910)

- Guérin, Jules (1866–1946), US-amerikanischer Maler, Zeichner und Illustrator
- Guérin, Maurice de (1810–1839), französischer Schriftsteller
- Guerin, Orla (* 1966), irische Journalistin und Nachrichtensprecherin
- Guérin, Pierre Narcisse (1774–1833), französischer Maler und Lithograf
- Guérin, Raymond (1905–1955), französischer Schriftsteller
- Guerin, Richie (* 1932), US-amerikanischer Basketballspieler und Basketballtrainer
- Guérin, Robert (1876–1952), französischer Fußballfunktionär
- Guérin, Roger (1926–2010), französischer Jazz-Trompeter und Sänger
- Guérin, Théodore (1798–1856), katholische Ordensfrau und Heilige
- Guerin, Veronica (1958–1996), irische Journalistin
- Guérin, Victor (1821–1891), französischer Forschungsreisender und Amateurarchäologe
- Guerin, Víctor (* 1992), brasilianischer Automobilrennfahrer
- Guérin, Vincent (* 1965), französischer Fußballspieler
- Guérin-Méneville, Félix Édouard (1799–1874), französischer Entomologe, Makaloge und Tierillustrator
- Guérin-Sérac, Yves (1926–2022), französischer anti-kommunistischer, rassistischer Aktivist
- Guérineau, Richard (* 1969), französischer Comiczeichner
- Guérini, Antoine (1902–1967), korsischer Mafia-Pate
- Guerini, Giuseppe (* 1970), italienischer RadrennfahrerGiuseppe Guerini (* 1970)

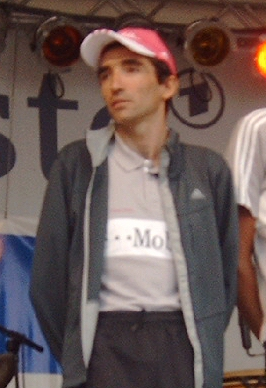
Giuseppe Guerini (* 1970)

- Guerini, Lorenzo (* 1966), italienischer Politiker und Abgeordneter des Partito Democratico, ehemaliger Verteidigungsminister
- Guerini, Pietro (* 1982), italienischer Grasskiläufer
- Guerini, Stanislas (* 1982), französischer Politiker
- Guerini, Vincenzo (* 1950), italienischer Sprinter
- Guerini, Vincenzo (* 1953), italienischer Fußballspieler, -trainer und -funktionär
- Guérinière, François Robichon de la (1688–1751), französischer Reiter und Autor
- Guérios, Rosário Farâni Mansur (1907–1987), brasilianischer Romanist, Lusitanist, Linguist und Lexikograf
- Gueritz, Edward Peregrine (1855–1938), britischer Kolonialgouverneur von Nord-Borneo und Labuan

#### Guerl
- Guerlac, Henry (1910–1985), US-amerikanischer Wissenschaftshistoriker
- Guerlin, Felix (1870–1947), Schriftsteller

#### Guerm
- Guermah, Massinissa (1983–2001), algerischer Studentenführer
- Guermeur, Hervé (* 1949), französischer Fußballspieler
- Guermond I., Herr von Bethsan
- Guermond II., Herr von Bethsan
- Guermonprez, Paul (1908–1944), niederländischer Fotograf
- Guermonprez, Trude (1910–1976), österreichisch-US-amerikanische Künstlerin
- Guermouche, Yanis (* 2001), algerisch-französischer Fußballspieler

#### Guern
- Guernalec, Thibault (* 1997), französischer Radrennfahrer
- Guernalec, Victor (* 2000), französischer Radrennfahrer
- Guernes de Pont-Sainte-Maxence, französischer Dichter
- Guerniero, Giovanni Francesco († 1745), italienischer Architekt und Bildhauer
- Guernon-Ranville, Martial de (1787–1866), französischer Rechtsgelehrter
- Guernsey, Frank E. (1866–1927), US-amerikanischer Politiker

#### Guero
- Guéron, Jean-Pierre (* 1944), Schweizer Eisschnellläufer
- Guéron, Jules (1907–1990), französischer Chemiker
- Guérot, Ulrike (* 1964), deutsche Politikwissenschaftlerin und AutorinUlrike Guérot (* 1964)

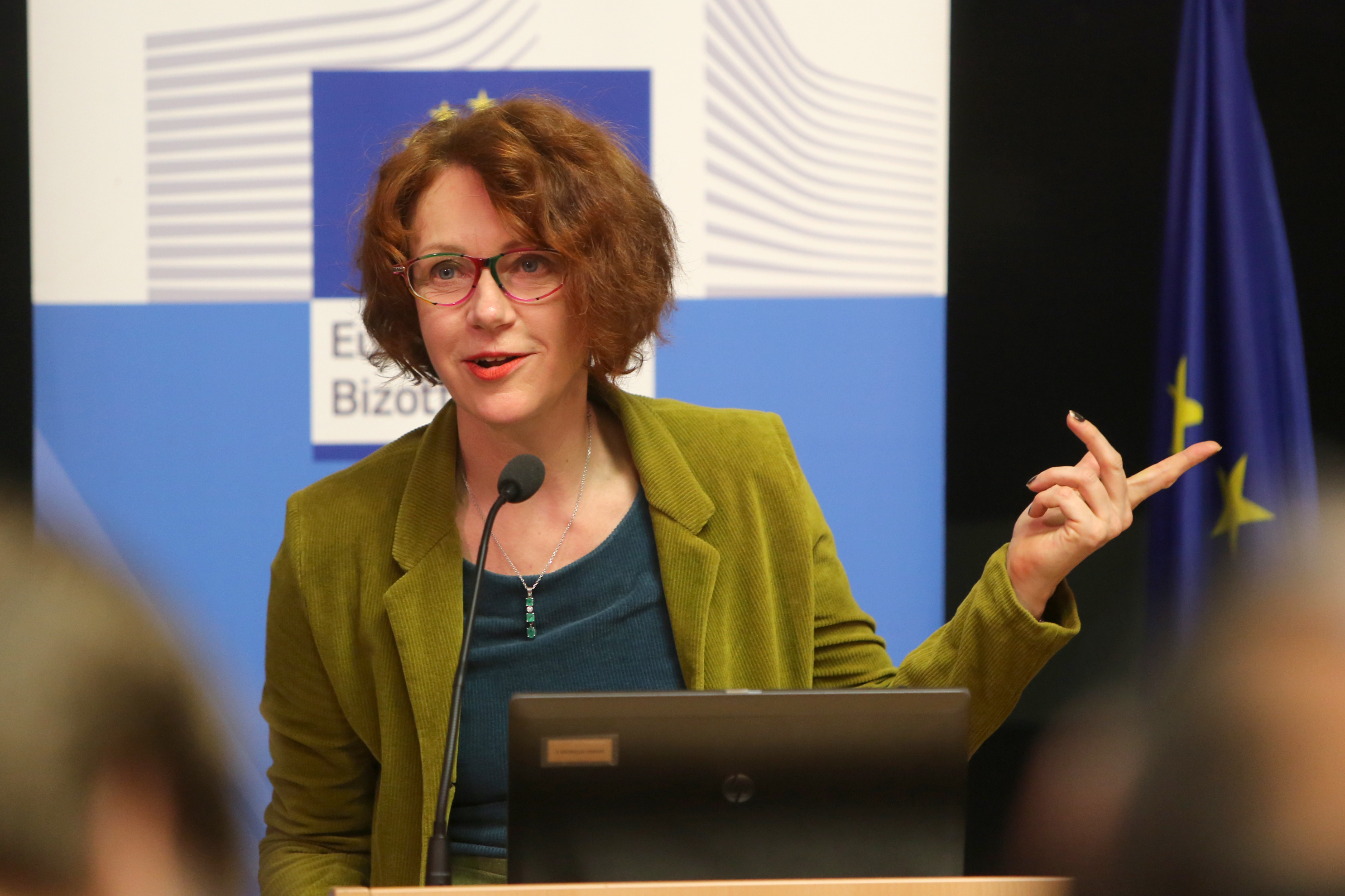
Ulrike Guérot (* 1964)

- Guérouet, Frédéric (* 1959), französischer Akkordeonist, Cellist und Komponist
- Guéroult, Guillaume (1507–1569), französischer Schriftsteller und Emblematiker
- Gueroult, Martial (1891–1976), französischer Philosophiehistoriker

#### Guerr
- Guerra Fezia, Felice Ambrogio (1866–1957), italienischer Ordensgeistlicher, Missionar und römisch-katholischer Erzbischof
- Guerra Junqueiro, Abílio de (1850–1923), portugiesischer Dichter, Satiriker, Diplomat und Politiker
- Guerra Martins, Ana Maria (* 1963), portugiesische Juristin, Richterin am Europäischen Gerichtshof für Menschenrechte
- Guerra Menchero, José Armando (1942–2007), kubanischer Botschafter
- Guerra Pérez, Lourdes (* 1990), spanische Handballspielerin
- Guerra Tejada, Ricardo (1927–2007), mexikanischer Botschafter
- Guerra Zayas, Jesús (1920–1995), kubanischer Musiker, Komponist und Orchesterleiter
- Guerra, Alberto (* 1944), mexikanischer Fußballspieler und Trainer
- Guerra, Alejandro (* 1985), venezolanischer Fußballspieler
- Guerra, Alfonso (* 1940), spanischer Politiker (PSOE) und Sachbuchautor
- Guerra, Ana (* 1994), spanische Popsängerin
- Guerra, Andrea (* 1961), italienischer Komponist
- Guerra, Andrea (* 1972), italienischer Fußballspieler
- Guerra, Antonio (1810–1846), italienischer Ballettmeister und Choreograph
- Guerra, Armand (1886–1939), spanischer Schauspieler, Regisseur, Drehbuchautor sowie Schriftsteller und Anarchist
- Guerra, Arturo (* 2001), spanischer Eishockeyspieler
- Guerra, Cástulo (* 1945), argentinischer Schauspieler
- Guerra, Ciro (* 1981), kolumbianischer Regisseur
- Guerra, Clara (* 1998), italienische Ruderin
- Guerra, Elena (* 1976), uruguayische Leichtathletin
- Guerra, Francesco (1942–2025), italienischer Physiker
- Guerra, García (1545–1612), spanischer Dominikaner, Vizekönig von Mexiko, Erzbischof von Mexiko
- Guerra, Gino (1924–1978), italienischer Radrennfahrer
- Guerra, Héctor (* 1978), spanischer Radrennfahrer
- Guerra, Helena (1835–1914), italienische Ordensschwester und Ordensgründerin
- Guerra, Hugo (1966–2018), uruguayischer Fußballspieler
- Guerra, Jaime (* 1999), spanischer Dreispringer
- Guerra, Javi (* 1982), spanischer Fußballspieler
- Guerra, Javier (* 1983), spanischer Langstreckenläufer
- Guerra, Joaquim (1908–1993), portugiesischer Missionar in China
- Guerra, Jorge (1913–2003), chilenischer Radrennfahrer
- Guerra, José Amado Ricardo, kubanischer Brigadegeneral und Politiker
- Guerra, José Antonio (* 1979), kubanischer Wasserspringer
- Guerra, Juan Luis (* 1957), dominikanischer Sänger, Gitarrist und KomponistJuan Luis Guerra (* 1957)

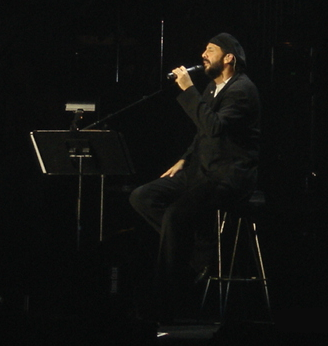
Juan Luis Guerra (* 1957)

- Guerra, Lautaro (* 1991), spanischer Pokerspieler
- Guerra, Learco (1902–1963), italienischer Radrennfahrer
- Guerra, Lisandra (* 1987), kubanische Radrennfahrerin
- Guerra, Michael (* 1995), uruguayischer Fußballspieler
- Guerra, Miguel Ángel (* 1953), argentinischer Rennfahrer
- Guerra, Mondo (* 1978), US-amerikanischer Modedesigner
- Guerra, Nicolás (* 1999), chilenischer Fußballspieler
- Guerra, Pablo de la (1819–1874), US-amerikanischer Politiker
- Guerra, Patricia (* 1965), spanische Seglerin
- Guerra, Paulo (* 1970), portugiesischer Langstreckenläufer
- Guerra, Pedro (* 1966), spanischer Liedermacher
- Guerra, Pepe (1944–2024), uruguayischer Sänger, Gitarrist, Komponist
- Guerra, Pia (* 1971), kanadische Comiczeichnerin
- Guerra, Pietro (* 1943), italienischer Radrennfahrer
- Guerra, René (* 1946), französischer Slawist, Literaturhistoriker und Kunstsammler
- Guerra, Rey (* 1958), kubanischer klassischer Gitarrist
- Guerra, Rita (* 1967), portugiesische Sängerin
- Guerra, Roberto (* 1972), Schweizer Schauspieler
- Guerra, Ruy (* 1931), mosambikanisch-brasilianischer Schauspieler, Filmregisseur, Dramaturg und Lyriker
- Guerra, Samuel (* 1993), Schweizer Eishockeyspieler
- Guerra, Saverio (* 1964), US-amerikanischer Schauspieler
- Guerra, Sofia Pomba (1906–1976), portugiesische Pharmazeutin, Lehrerin und kommunistische Widerstandskämpferin
- Guerra, Suyeris (* 2000), panamaische Mittelstreckenläuferin
- Guerra, Tonino (1920–2012), italienischer Lyriker und Drehbuchautor
- Guerra, Victória (* 1989), portugiesische Schauspielerin
- Guerra, Vida (* 1974), kubanisches Bikinimodel
- Guerra, Wendy (* 1970), kubanische Schriftstellerin
- Guerra, William (* 1968), san-marinesischer Fußballspieler
- Guerra-Peixe, César (1914–1993), brasilianischer Komponist
- Guerrant, Mona (* 1948), US-amerikanische Tennisspielerin
- Guerrant, Richard L. (* 1943), US-amerikanischer Mediziner
- Guerrasio, Guido (1920–2015), italienischer Filmjournalist und Dokumentarfilmregisseur
- Guerre, Martin (* 1524), französischer Bauer
- Guerreau, Alain (* 1948), französischer Mittelalterhistoriker und Autor
- Guerreau-Jalabert, Anita (* 1950), französische Mediävistin und Archivarin
- Guerrée-Spitzer, Nathalie (* 1968), französische Tennisspielerin
- Guerreiro, Anita (* 1936), portugiesische Fado-Sängerin und Schauspielerin
- Guerreiro, António Coelho, portugiesischer Kolonialbeamter
- Guerreiro, Emídio (1899–2005), portugiesischer Freiheitskämpfer
- Guerreiro, Fernão (1550–1617), portugiesischer Jesuit und Historiker
- Guerreiro, Francisco (* 1984), portugiesischer Politiker (parteilos), MdEP
- Guerreiro, Jonathan (* 1991), russischer Eiskunstläufer
- Guerreiro, Kátia (* 1976), portugiesische Fadosängerin
- Guerreiro, Manuel de Medeiros (1891–1978), portugiesischer Geistlicher, katholischer Bischof von Nampula
- Guerreiro, Nuno (1972–2025), portugiesischer Sänger
- Guerreiro, Pedro (* 1966), portugiesischer Politiker, MdEP
- Guerreiro, Ramiro Saraiva (1918–2011), brasilianischer Politiker
- Guerreiro, Raphaël (* 1968), französischer Fußballspieler
- Guerreiro, Raphaël (* 1993), portugiesisch-französischer FußballspielerRaphaël Guerreiro (* 1993)

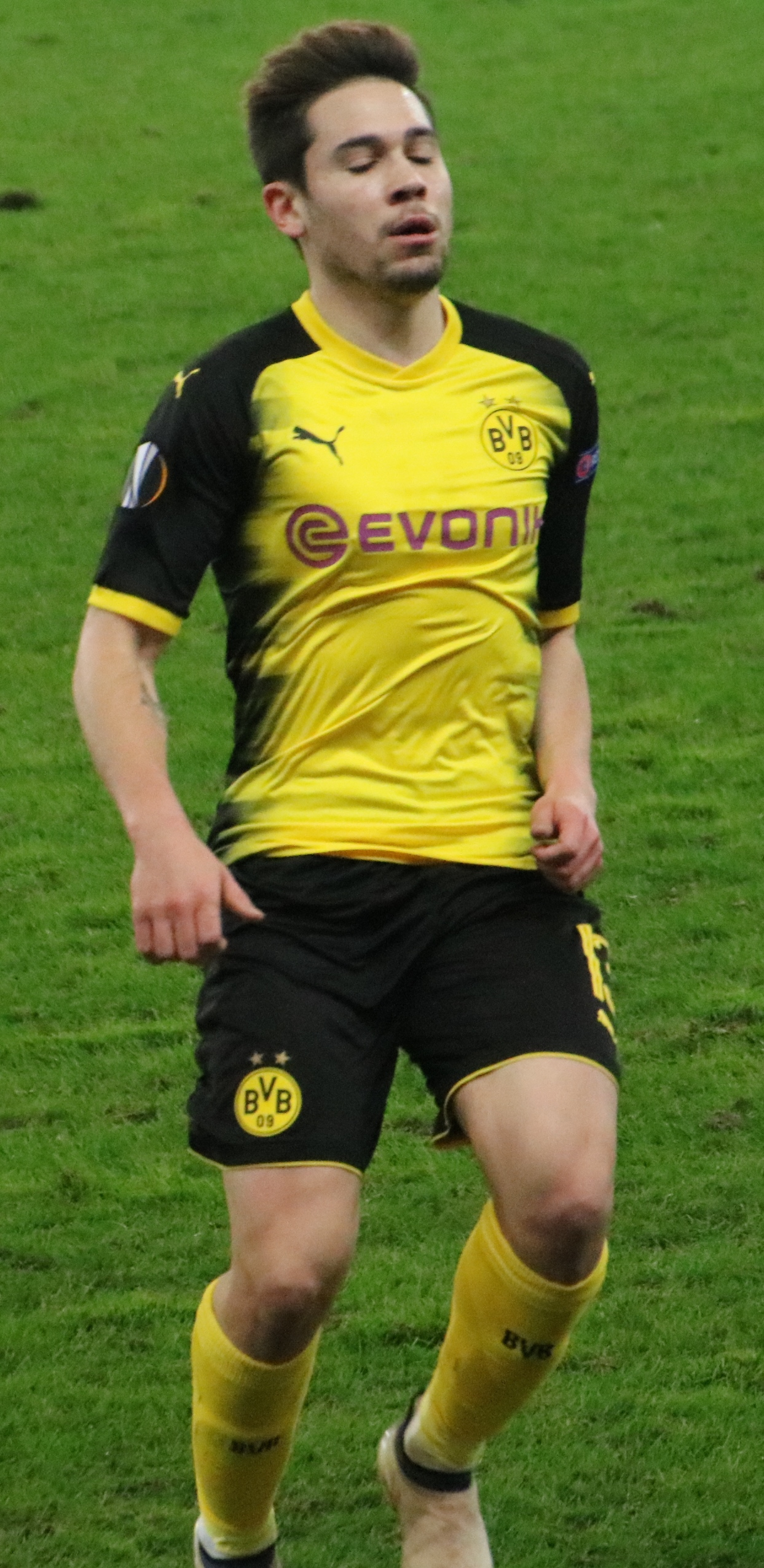
Raphaël Guerreiro (* 1993)

- Guerreiro, Roger (* 1982), brasilianisch-polnischer Fußballspieler
- Guerreiro, Ruben (* 1994), portugiesischer Radsportler
- Guerreiro, Toninho (1942–1990), brasilianischer Fußballspieler
- Guerreño, Amanda (* 1933), argentinische Komponistin
- Guerrero Álvarez, Eva (* 1999), spanische Tennisspielerin
- Guerrero Alves, Juan Antonio (* 1959), spanischer römisch-katholischer Ordensgeistlicher und Präfekt des Wirtschaftssekretariats des Heiligen Stuhls
- Guerrero Contreras, Jesús Alfonso (* 1951), kolumbianischer Ordensgeistlicher und römisch-katholischer Bischof von Barinas
- Guerrero Córdova, Héctor (* 1941), mexikanischer Ordensgeistlicher, emeritierter römisch-katholischer Prälat von Mixes
- Guerrero Corona, Jonás (* 1946), mexikanischer römisch-katholischer Geistlicher, emeritierter Bischof von Culiacán
- Guerrero de Arcos y Molina, José María (1799–1853), zentralamerikanischer Director Supremo
- Guerrero Franco, Carmen (1911–1986), mexikanische Schauspielerin
- Guerrero Gutiérrez, Lorenzo (1900–1981), nicaraguanischer Politiker, Präsident von Nicaragua (1966–1967)
- Guerrero Macías, José Isidro (1951–2022), mexikanischer Geistlicher, römisch-katholischer Bischof von Mexicali
- Guerrero Marín, Francisco (1951–1997), spanischer Komponist
- Guerrero Pérez, Alonso (* 1962), spanischer Schriftsteller und Lehrer
- Guerrero Torres, Jacinto (1934–2006), mexikanischer Geistlicher, römisch-katholischer Bischof von Tlaxcala
- Guerrero, Adrián (* 1998), spanischer Fußballspieler
- Guerrero, Alberto (1886–1959), chilenisch-kanadischer Komponist, Pianist und Klavierlehrer
- Guerrero, Alejandro, mexikanischer Fußballspieler
- Guerrero, Belem (* 1974), mexikanische Radrennfahrerin
- Guerrero, Cesare Marie (1885–1961), philippinischer Geistlicher, Bischof von Lingayen-Dagupan sowie von San Fernando
- Guerrero, Chavo (* 1970), mexikanisch-amerikanischer Wrestler
- Guerrero, Chavo Sr. (1949–2017), US-amerikanischer Wrestler
- Guerrero, Diane (* 1986), US-amerikanische Schauspielerin
- Guerrero, Eddie (1967–2005), US-amerikanischer Wrestler mexikanischer AbstammungEddie Guerrero (1967–2005)

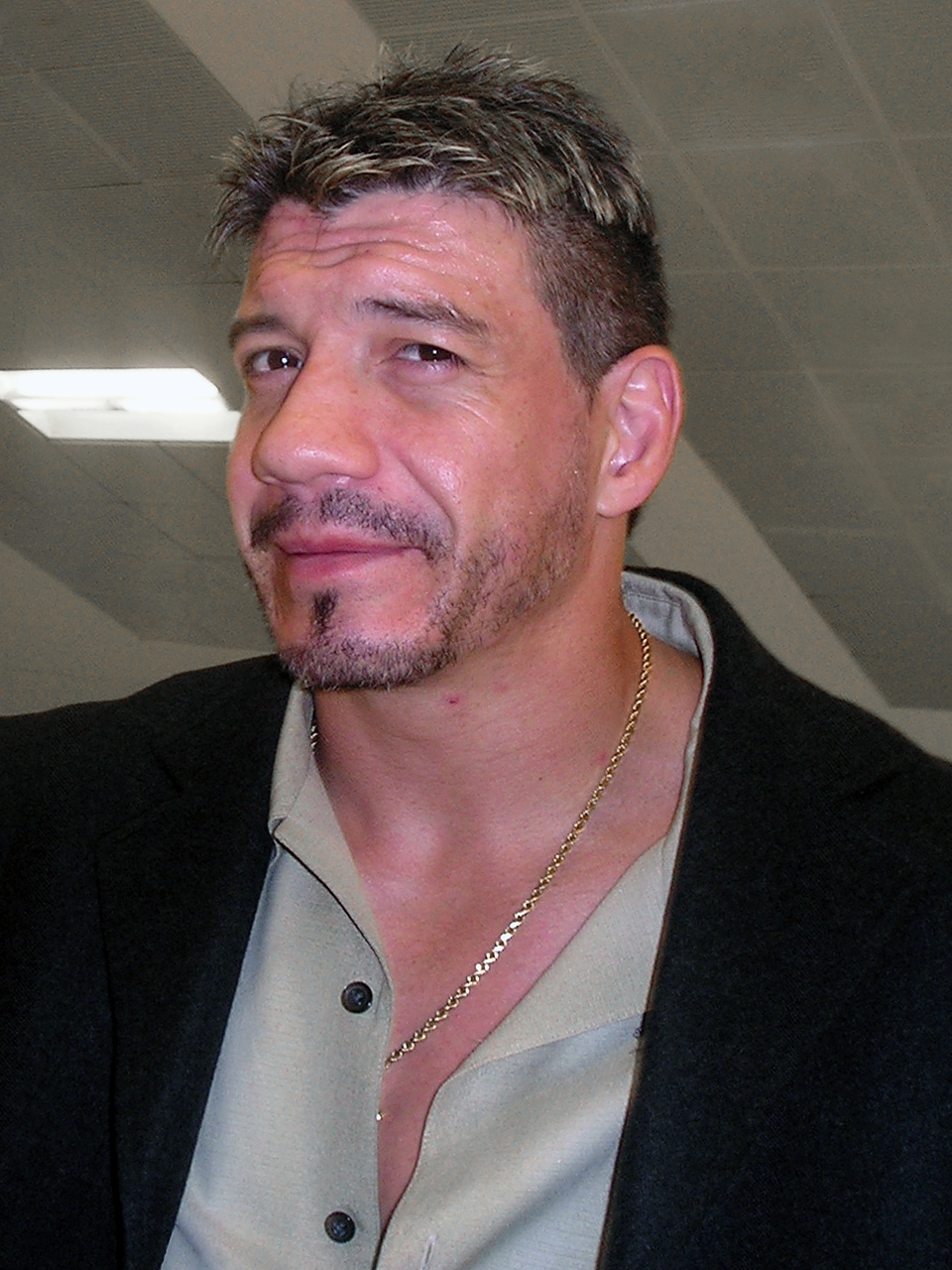
Eddie Guerrero (1967–2005)

- Guerrero, Eduardo (1928–2015), argentinischer Ruderer
- Guerrero, Esther (* 1990), spanische Leichtathletin
- Guerrero, Evelyn (* 1949), US-amerikanische Schauspielerin
- Guerrero, Federico (* 1991), argentinischer Leichtathlet
- Guerrero, Fernando (* 1981), mexikanischer Fußballschiedsrichter
- Guerrero, Francis (* 1996), spanischer Fußballspieler
- Guerrero, Francisco († 1599), spanischer Komponist der Renaissance
- Guerrero, Francisco Gabriel (* 1977), argentinischer Fußballspieler
- Guerrero, Gonzalo, spanischer Matrose und Maya-Kriegsherr
- Guerrero, Gory (1921–1990), mexikanischer Wrestler
- Guerrero, Guillermo (* 1985), ecuadorianischer Fußballschiedsrichter
- Guerrero, Héctor (* 1954), mexikanisch-amerikanischer Wrestler
- Guerrero, Irene (* 1996), spanische Fußballspielerin
- Guerrero, Jacinto (1895–1951), spanischer Komponist
- Guerrero, Javi (* 1976), spanischer Fußballspieler
- Guerrero, José (1914–1991), spanischer Maler
- Guerrero, José Daniel (* 1987), mexikanischer Fußballspieler
- Guerrero, José Gustavo (1876–1958), salvadorianischer Jurist und Diplomat; Richter am Internationalen Gerichtshof
- Guerrero, José Luis (* 1945), mexikanischer Fußballspieler
- Guerrero, Josefina (1917–1996), philippinische Spionin
- Guerrero, Julen (* 1974), spanischer FußballspielerJulen Guerrero (* 1974)

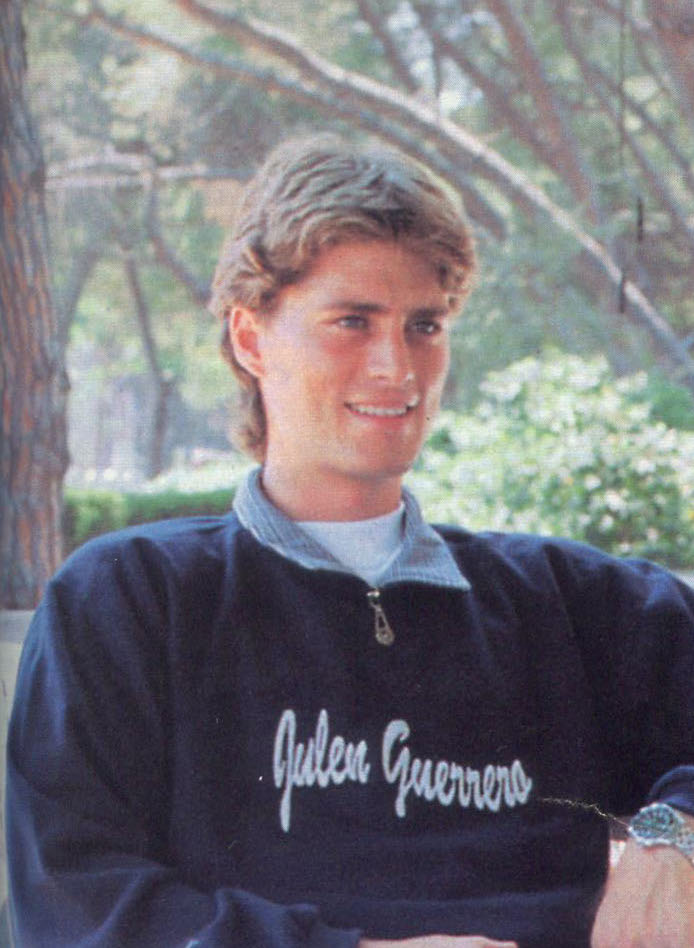
Julen Guerrero (* 1974)

- Guerrero, Lalo (1916–2005), US-amerikanischer Sänger, Gitarrist und Songwriter
- Guerrero, Lorenzo I. De Leon (1935–2006), US-amerikanischer Politiker der Nördlichen Marianen
- Guerrero, Lucía (* 1993), spanische Schauspielerin
- Guerrero, Manuel (1896–1947), chilenischer Fußballspieler
- Guerrero, Manuel Amador (1833–1909), erster Staatspräsident von Panama
- Guerrero, Manuel Flores Leon (1914–1985), US-amerikanischer Politiker
- Guerrero, Marcelo (* 1983), uruguayischer Fußballspieler
- Guerrero, María (1867–1928), spanische Schauspielerin
- Guerrero, Maximiliano (* 2000), chilenischer Fußballspieler
- Guerrero, Miguel (* 1967), kolumbianischer Fußballspieler
- Guerrero, Osleni (* 1989), kubanischer Badmintonspieler
- Guerrero, Paolo (* 1984), peruanischer FußballspielerPaolo Guerrero (* 1984)

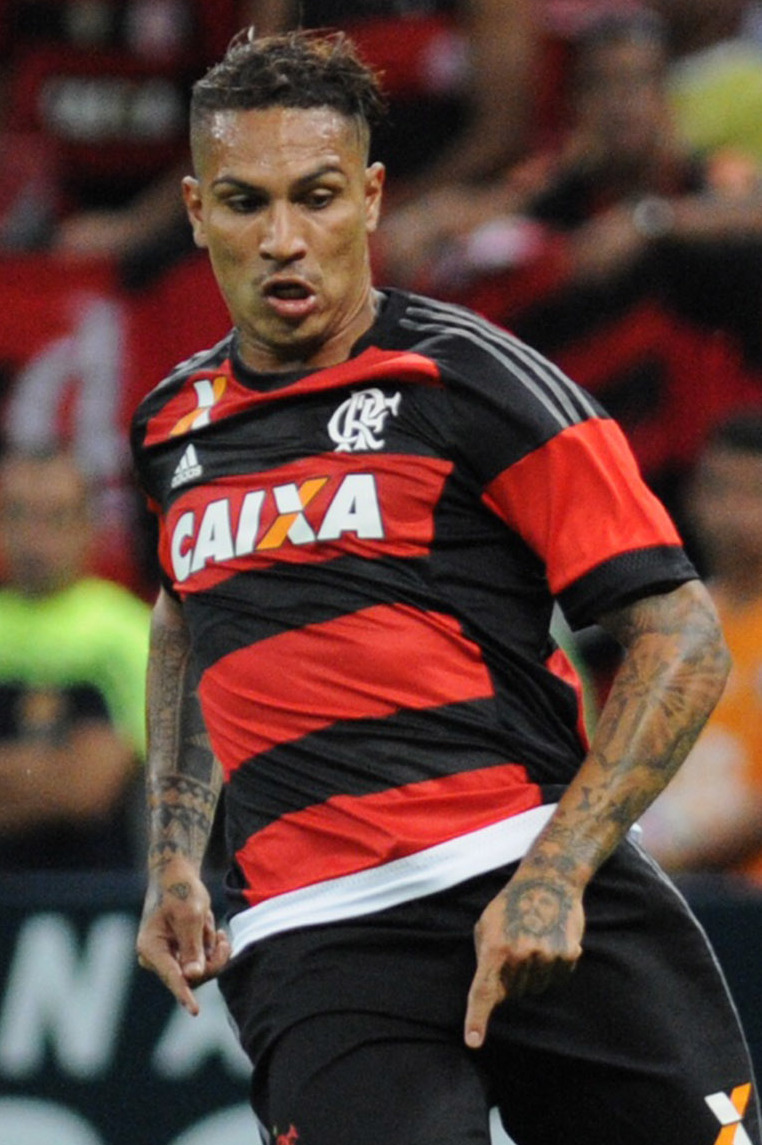
Paolo Guerrero (* 1984)

- Guerrero, Patricia (* 1956), kolumbianische Anwältin und politische Aktivistin
- Guerrero, Patricia (* 1990), spanische Flamenco-Tänzerin, zeitgenössische Tänzerin und Choreografin
- Guerrero, Pedro E. (1917–2012), US-amerikanischer Fotograf
- Guerrero, Robert (* 1983), US-amerikanischer Boxer
- Guerrero, Roberto (1923–2011), argentinischer Radrennfahrer
- Guerrero, Roberto (* 1958), kolumbianischer Autorennfahrer
- Guerrero, Rodrigo (* 1988), mexikanischer Boxer
- Guerrero, Rubén (* 1995), spanischer Basketballspieler
- Guerrero, Tommy (* 1966), US-amerikanischer Musiker und Skateboarder
- Guerrero, Tony (1944–2011), US-amerikanischer Trompeter, Flügelhornist und Bandleader
- Guerrero, Vicente (1782–1831), mexikanischer Volksheld und Hauptbefehlshaber der mexikanischen Armee
- Guerrero, Vickie (* 1968), US-amerikanische Wrestler-ShowdarstellerinVickie Guerrero (* 1968)

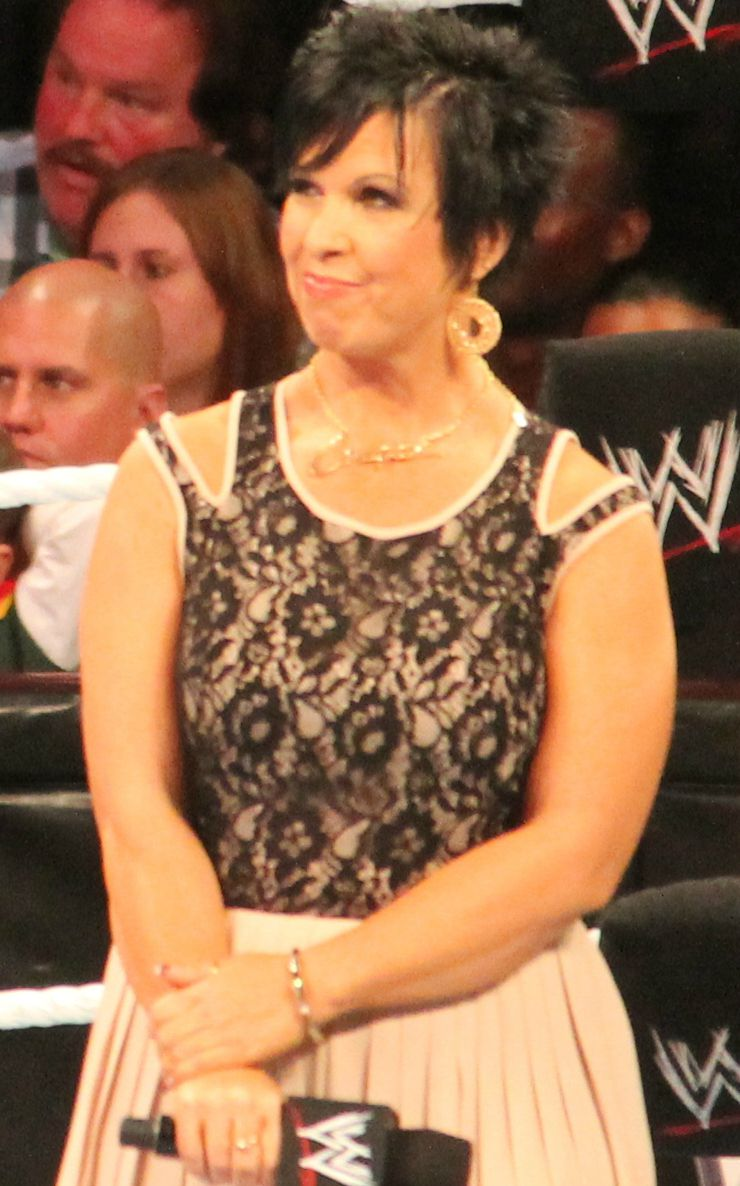
Vickie Guerrero (* 1968)

- Guerrero, Vladimir Jr. (* 1999), kanadisch-dominikanischer Baseballspieler
- Guerrero, Willy (* 1986), mexikanischer Fußballspieler
- Guerri, Giordano Bruno (* 1950), italienischer Schriftsteller, Journalist und Historiker
- Guerri, Kamel (* 1968), algerischer Skirennläufer
- Guerri, Mourad (* 1975), algerischer Skirennläufer
- Guerri, Sergio (1905–1992), italienischer Geistlicher, Kardinal der römisch-katholischen Kirche
- Guerric von Igny († 1157), Zisterzienser
- Guerricaechevarría, Jorge (* 1965), spanischer Drehbuchautor
- Guerricus von Petra († 1190), Erzbischof von Petra
- Guerrier, André (* 1874), französischer Segler
- Guerrier, Philippe (1757–1845), Präsident von Haiti
- Guerrier, Wilde-Donald (* 1992), haitianischer Fußballspieler
- Guerrier, Wladimir Iwanowitsch (1837–1919), russischer Historiker, Publizist und Hochschullehrer
- Guerrieri Gonzaga, Emma (1835–1900), deutsche Pädagogin und Förderin von Bildungs- und Erziehungsinstitutionen
- Guerrieri, Agostino, italienischer Komponist
- Guerrieri, Esteban (* 1985), argentinischer Automobilrennfahrer
- Guerrieri, Giovanni Francesco (1589–1657), italienischer Maler
- Guerrieri, Giovanni Francesco (1753–1822), italienischer Diplomat des Heiligen Stuhls, Kurienbischof und Bischof von Rimini
- Guerrieri, Guido (* 1996), italienischer Fußballtorwart
- Guerrieri, Lorenza (* 1944), italienische SchauspielerinLorenza Guerrieri (* 1944)

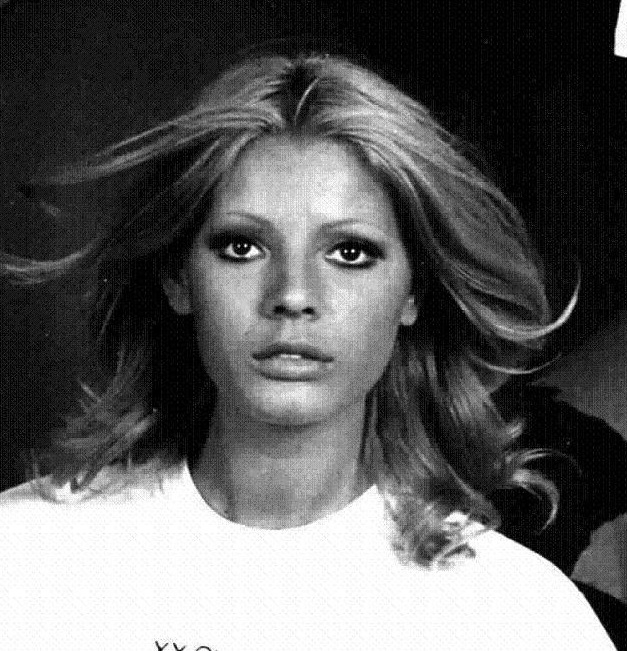
Lorenza Guerrieri (* 1944)

- Guerrieri, Miguel, argentinischer Fußballspieler
- Guerrieri, Romolo (* 1931), italienischer Filmregisseur und Drehbuchautor
- Guerriero, Ludovic (* 1985), französischer Fußballspieler
- Guerrini, Giancarlo (1939–2025), italienischer Wasserballspieler
- Guerrini, Giulia (* 1996), italienische Schauspielerin und Sängerin
- Guerrini, Giuseppe (* 1941), italienischer Geistlicher, emeritierter römisch-katholischer Bischof von Saluzzo
- Guerrini, Lucia (1931–1990), italienische Klassische Archäologin
- Guerrini, Marina (* 1986), Schweizer Schauspielerin
- Guerrini, Mino (1927–1990), italienischer Filmregisseur und Drehbuchautor
- Guerrini, Orso Maria (* 1943), italienischer Schauspieler und Sprecher
- Guerrini, Pierpaolo (* 1967), italienischer Komponist, Tontechniker, Arrangeur und Entwickler
- Guerrini, Pietro (1651–1716), Florentiner Zeichner, Techniker und Spion
- Guerrisi, Michele (1893–1963), italienischer Künstler und Kunsthistoriker
- Guerritore, Monica (* 1958), italienische SchauspielerinMonica Guerritore (* 1958)

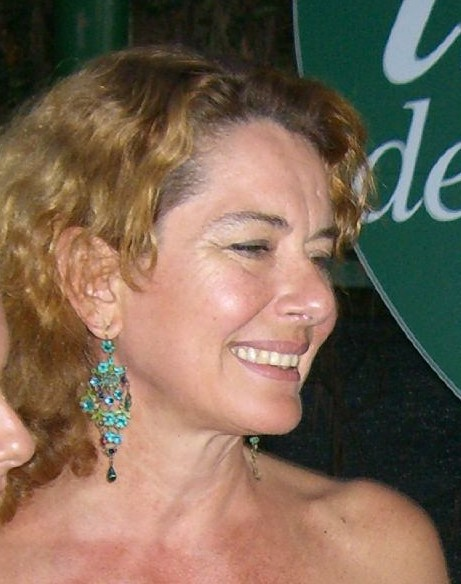
Monica Guerritore (* 1958)

- Guerrón, Raúl (* 1976), ecuadorianischer Fußballspieler
- Guerry, André-Michel (1802–1866), französischer Jurist (Rechtsanwalt) und Amateurstatistiker

#### Guers
- Guers, Emile (1794–1882), Schweizer evangelischer Geistlicher und Begründer der Genfer Freikirche
- Guers, Mélissa, französische Filmschauspielerin
- Guers, Paul (1927–2016), französischer Schauspieler
- Guersant, Louis Benoît (1777–1848), französischer Arzt und Naturforscher (Botaniker)
- Guersent, Olivier (* 1962), französischer EU-Beamter

#### Guert
- Guertin, George Albert (1869–1931), US-amerikanischer Geistlicher, römisch-katholischer Bischof von Manchester
- Guertler, William Minot (1880–1959), deutscher Metallurg und Professor der Technischen Hochschule in Berlin

### Gues
- Guesclin, Bertrand du († 1380), französischer FeldherrBertrand du Guesclin († 1380)

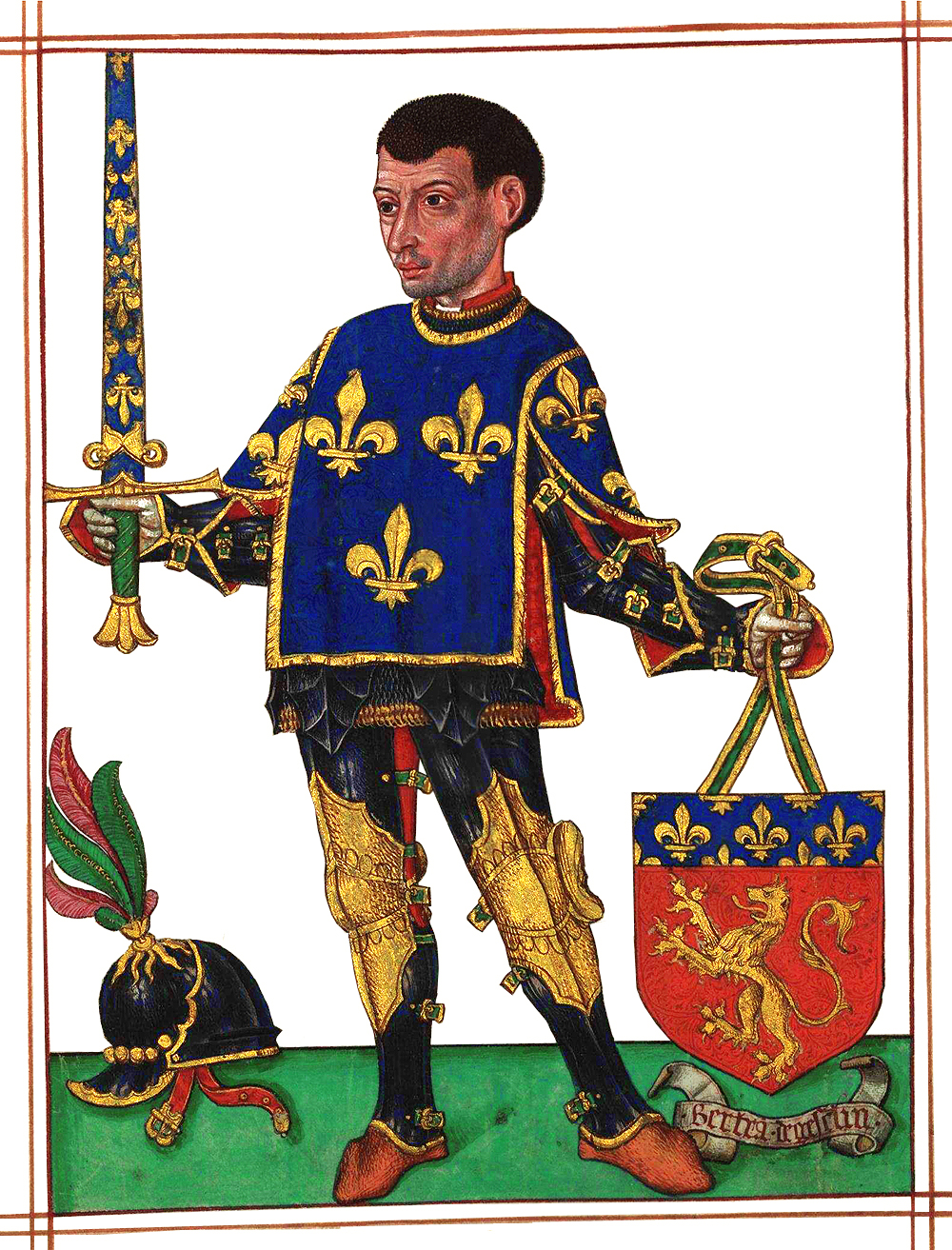
Bertrand du Guesclin († 1380)

- Guesde, Jules (1845–1922), französischer Politiker
- Guesdon, Frédéric (* 1971), französischer Radrennfahrer
- Guesmer, Carl (1929–2009), deutscher Lyriker und Bibliothekar
- Guesmi, Samir (* 1967), französischer Schauspieler
- Guess Richardson, Shannon (* 1977), US-amerikanische Schauspielerin und Attentäterin
- Guess, Cameron (1936–1997), US-amerikanischer Animator und Filmproduzent
- Guess, Elizabeth (* 1985), US-amerikanische Fußballspielerin
- Guessand, Evann (* 2001), französisch-ivorischer Fußballspieler
- Guessard, François (1814–1882), französischer Romanist und Mediävist
- Guesse, Abdelati (* 1993), marokkanischer Leichtathlet
- Guest, Barbara (1920–2006), US-amerikanische Lyrikerin, Schriftstellerin und Kunstkritikerin
- Guest, Charlie (* 1993), britische Skirennläuferin
- Guest, Charlotte (1812–1895), britische Übersetzerin und Geschäftsfrau
- Guest, Chaz (* 1961), US-amerikanischer Künstler
- Guest, Christopher (* 1948), anglo-amerikanischer Schauspieler, Autor, Regisseur, Komponist und MusikerChristopher Guest (* 1948)

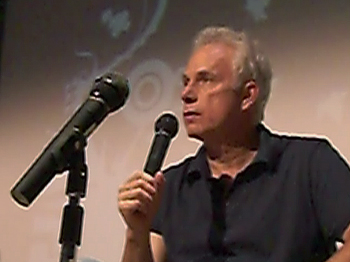
Christopher Guest (* 1948)

- Guest, Christopher, Baron Guest (1901–1984), britischer Jurist
- Guest, David (* 1991), britischer Zehnkämpfer
- Guest, Freddie (1875–1937), britischer Politiker und Polospieler
- Guest, Irene (1900–1970), US-amerikanische Schwimmerin
- Guest, Ivor, 1. Viscount Wimborne (1873–1939), britischer Peer und Politiker (Liberal Party), Mitglied des House of Commons
- Guest, Ivor, 4. Viscount Wimborne (* 1968), britischer Peer, Musikproduzent und Komponist
- Guest, James A. (* 1938), US-amerikanischer Offizier, Generalmajor der US-Army
- Guest, James A. (* 1940), US-amerikanischer Anwalt und Politiker
- Guest, Joanne (* 1972), britisches Fotomodell, Journalistin und Moderatorin
- Guest, John (1906–1972), kanadischer Ruderer
- Guest, Judith (* 1936), US-amerikanische Schriftstellerin
- Guest, Michael (* 1957), US-amerikanischer Botschafter
- Guest, Michael (* 1970), US-amerikanischer Jurist und Politiker der Republikanischen Partei
- Guest, Nicholas (* 1951), US-amerikanischer Schauspieler und SynchronsprecherNicholas Guest (* 1951)

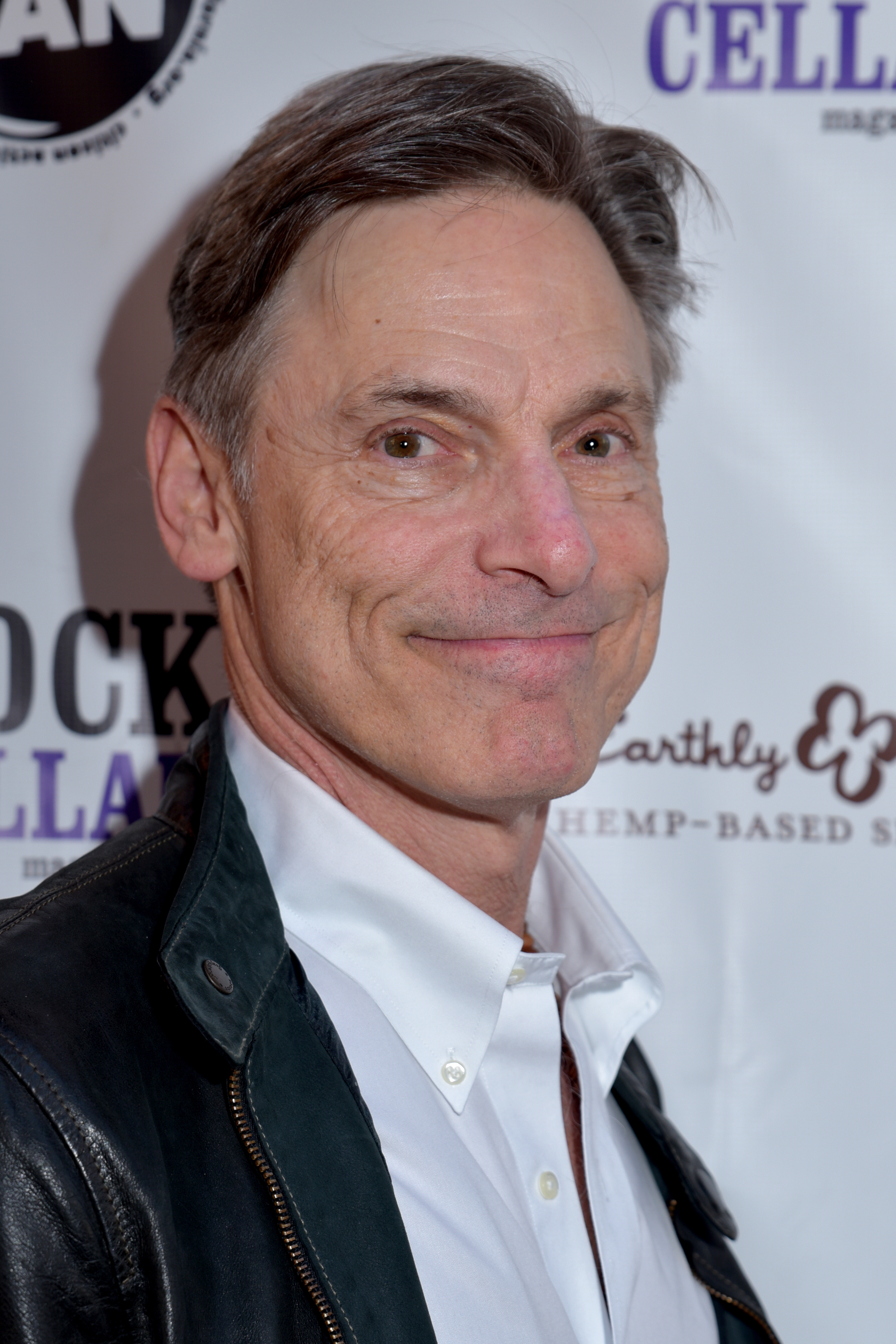
Nicholas Guest (* 1951)

- Guest, Rob (1950–2008), neuseeländischer Theaterschauspieler, Moderator und Sänger
- Guest, Val (1911–2006), britischer Regisseur und Drehbuchautor

### Guet
- Guet, Charlemagne Oscar (1801–1871), französischer Genre- und Porträtmaler
- Guétary, Georges (1915–1997), ägyptisch-französischer Sänger, Tänzer und Schauspieler
- Gueterbock, Anthony, 18. Baron Berkeley (* 1939), britischer Politiker (Labour)
- Guetermann, Erika (1895–1988), deutsch-amerikanische Journalistin und Lyrikerin
- Guétin, Victor-Oscar (1872–1916), französischer Porträt- und Genremaler
- Guetknecht, Johannes Christoph (1596–1645), deutscher Benediktiner und Abt von Kloster Metten
- Guetlein, Michael (* 1967), US-amerikanischer General der United States Space Force
- Guetrater, Gabriel († 1527), Ratsherr, Schreiber und Bürgermeister der Stadt Wien, außerdem Jurist und Rektor der Universität Wien
- Guetschow, Joan (* 1966), US-amerikanische Biathletin
- Guetta, Bernard (* 1951), französischer Journalist und Politiker
- Guetta, David (* 1967), französischer House-DJ und MusikproduzentDavid Guetta (* 1967)

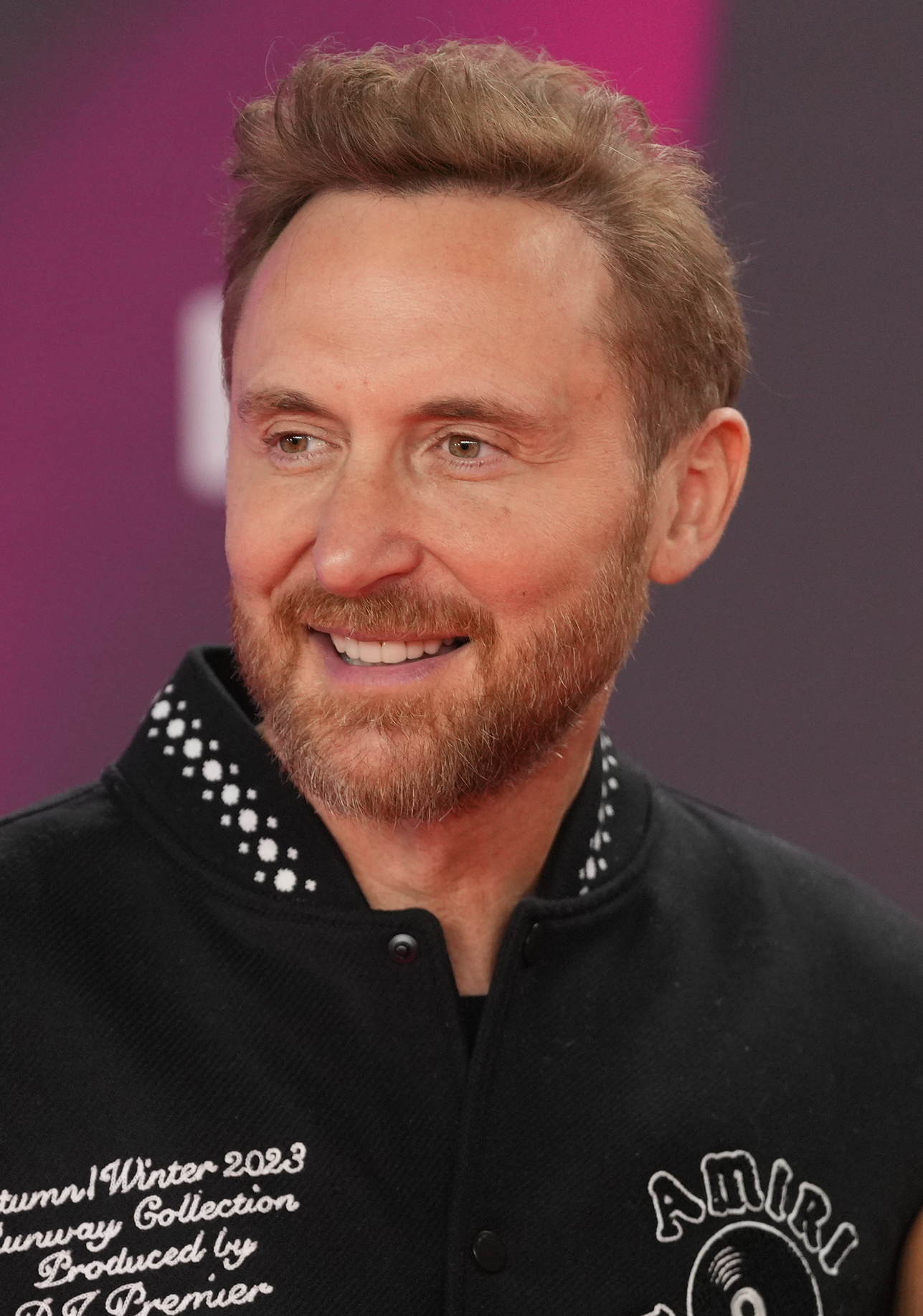
David Guetta (* 1967)

- Guetta, Thierry (* 1966), französischer Streetart-Künstler
- Guettard, Jean-Étienne (1715–1786), französischer Arzt, Naturforscher, Kartograph, und Mineraloge
- Guetté, Clémence (* 1991), französische Politikerin der La France Insoumise (LFI)
- Guettée, Wladimir (1816–1892), französischer römisch-katholischer und russisch-orthodoxer Geistlicher und Kirchenhistoriker
- Guettler, Franziska (* 1978), deutsche Malerin und Grafikerin

### Gueu
- Gueu, Michel, ivorischer Militär
- Gueullette, Thomas-Simon (1683–1766), französischer Schriftsteller
- Gueury, Louise (1854–1900), Stifterin einer zur Behandlung von Lungenkranken eingerichteten Heilstätte

### Guev
- Guevara Arze, Wálter (1912–1996), bolivianischer Anwalt und Politiker
- Guevara y Lira, Silvestre († 1882), venezolanischer Geistlicher
- Guevara, Aleida (* 1960), kubanische Kinderärztin, Politikerin und Tochter von Che Guevara
- Guevara, Amado (* 1976), honduranischer Fußballspieler
- Guevara, Ana (* 1977), mexikanische Sprinterin
- Guevara, Ander (* 1997), spanischer Fußballspieler
- Guevara, Antonio de († 1545), spanischer Schriftsteller und fantasievoller Historiker (Álava)
- Guevara, Asa (* 1995), trinidadischer Leichtathlet
- Guevara, Camila (* 2000), kubanische Musikerin
- Guevara, Camilo (1962–2022), kubanischer Dokumentar und Archivar
- Guevara, Carlos (* 1930), mexikanischer Fußballspieler
- Guevara, Che (1928–1967), argentinischer Arzt, marxistischer Politiker, Guerillaführer und AutorChe Guevara (1928–1967)

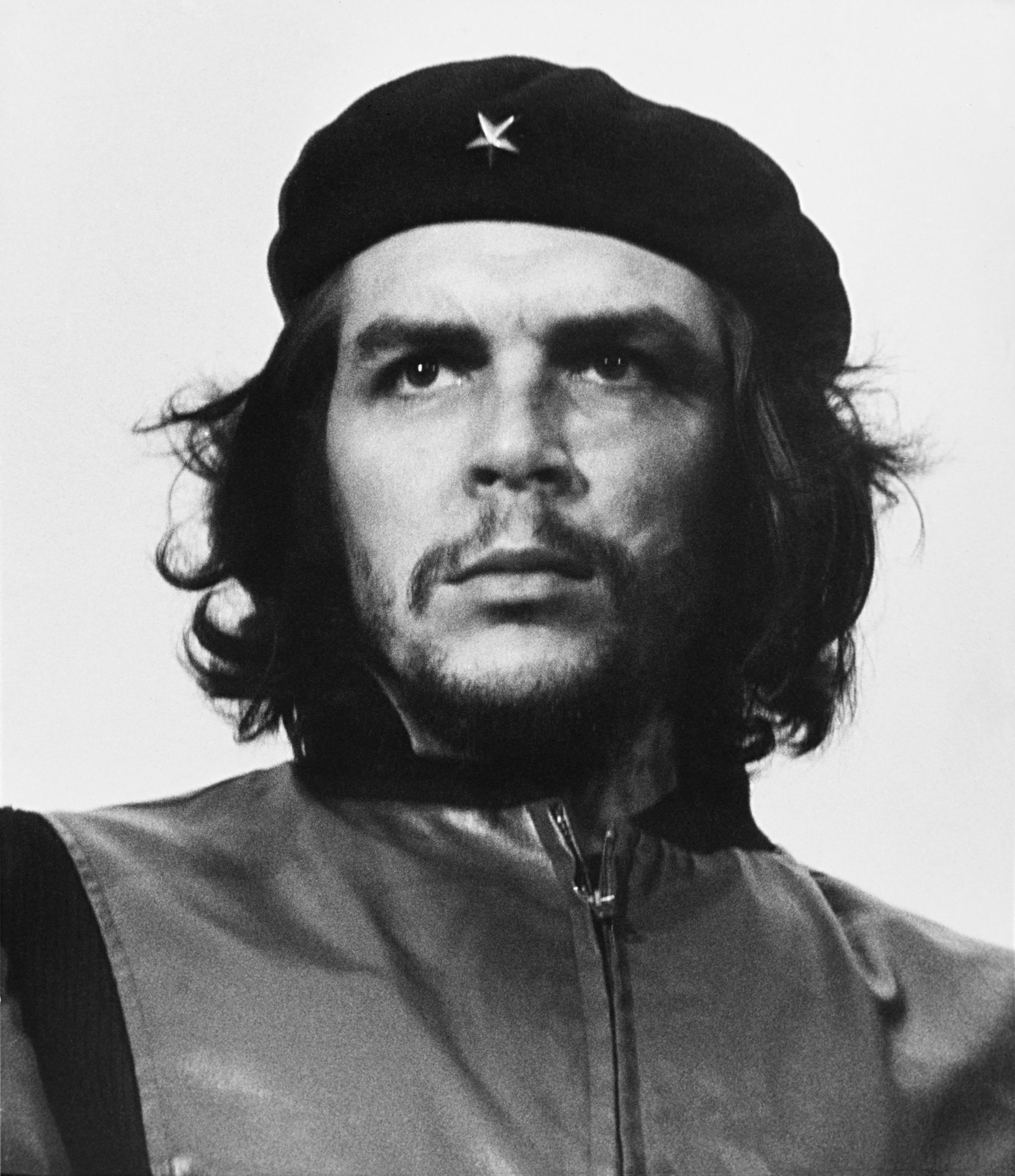
Che Guevara (1928–1967)

- Guevara, Claudia Rodríguez de, salvadorianische Buchhalterin und Politikerin
- Guevara, Emanuel (* 1989), argentinischer Straßenradrennfahrer
- Guevara, Emmanuel (1902–1969), mexikanischer Fußballspieler
- Guevara, Fabián (* 1968), chilenischer Fußballspieler
- Guevara, Gabriel (* 2001), spanisch-französischer Schauspieler
- Guevara, Geovany, salvadorianischer Straßenradrennfahrer
- Guevara, Gerardo (1930–2024), ecuadorianischer Komponist
- Guevara, Izan (* 2004), spanischer Motorradrennfahrer
- Guevara, Juan Gualberto (1882–1954), peruanischer Geistlicher, Erzbischof von Lima und Kardinal der römisch-katholischen Kirche
- Guevara, Laureano (1889–1968), chilenischer Maler
- Guevara, Manuel (* 1969), venezolanischer Radrennfahrer
- Guevara, Nacha (* 1940), argentinische Sängerin, Tänzerin und Schauspielerin
- Guevara, Norberto (1892–1969), chilenischer Fußballspieler
- Guevara, Pedro (1879–1938), philippinischer Politiker
- Guevara, Pedro (* 1989), mexikanischer Boxer
- Guevara, Tomás (1865–1935), chilenischer Historiker, Ethnologe und Pädagoge
- Guevara, Zabryna (* 1978), US-amerikanische SchauspielerinZabryna Guevara (* 1978)

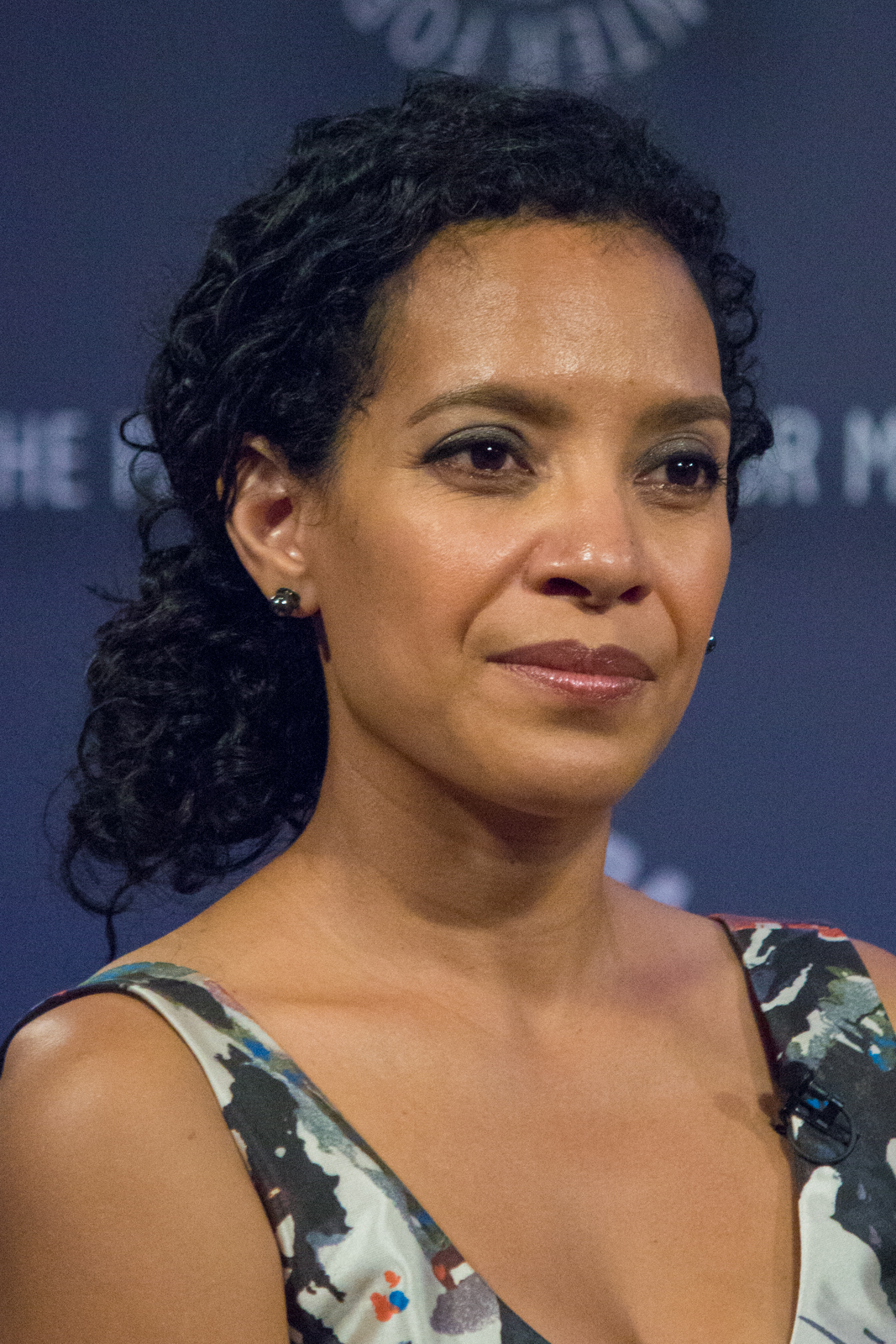
Zabryna Guevara (* 1978)

- Guevara-Prip, Yadira (* 1995), US-amerikanische Schauspielerin
- Guevera, Armando (* 1955), venezolanischer Boxer
- Guevgeozián, Mauro (* 1986), uruguayisch-armenischer Fußballspieler
- Guevrekian, Gabriel (1892–1970), Architekt, Gartenarchitekt, Designer und Hochschullehrer
- Guèvremont, Germaine (1893–1968), kanadische Schriftstellerin
- Guèvremont, Jocelyn (* 1951), kanadischer Eishockeyspieler und -trainer

### Guex
- Guex, André (1904–1988), Schweizer Schriftsteller
- Guex, Germaine (1904–1984), Schweizer Psychologin und Psychoanalytikerin
- Guex, Jules (1871–1948), Schweizer Romanist, Alpinist und Schriftsteller

### Guey
- Gueydon, Louis Henri de (1809–1886), französischer Marineoffizier, Gouverneur und Politiker
- Gueye, Abdoulaye (* 1951), französisch-senegalesischer Fußballspieler
- Guèye, André (* 1967), senegalesischer römisch-katholischer Geistlicher, Erzbischof von Dakar
- Guèye, Babacar (* 1986), senegalesisch-französischer Fußballspieler
- Guèye, Babacar (* 1994), senegalesischer Fußballspieler
- Guèye, Cheikh (* 1986), senegalesischer Fußballspieler
- Gueye, Idrissa (* 1989), senegalesischer FußballspielerIdrissa Gueye (* 1989)

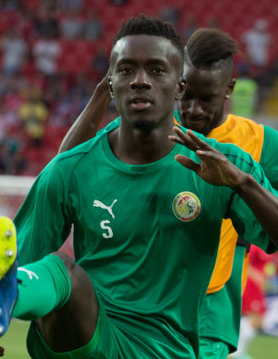
Idrissa Gueye (* 1989)

- Guèye, Lamine (1891–1968), senegalesisch-französischer Politiker, Mitglied der französischen Nationalversammlung, Bürgermeister von Dakar, Präsident der Nationalversammlung Senegals
- Guèye, Lamine (* 1960), senegalesischer Skirennläufer
- Gueye, Magaye (* 1990), französisch-senegalesischer Fußballspieler
- Guèye, Mansour (* 1985), senegalesischer Fußballspieler
- Guèye, Mouhamed (* 2003), senegalesischer Fußballspieler
- Gueye, Papa (* 1984), senegalesischer Fußballspieler
- Gueye, Pape (* 1999), senegalesischer Fußballspieler
- Guèye, Pape Habib (* 1999), senegalesischer Fußballspieler
- Gueye, Saliou (* 1968), deutscher Migrations- und Entwicklungspolitiker
- Gueye, Sidi (* 2007), senegalesischer Basketballspieler
- Gueymard Wayenburg, Sascha (* 2003), französischer Tennisspieler
- Gueyraud, Naomi (* 2000), paraguayische Handballspielerin

### Guez
- Guez, David (* 1982), französischer Tennisspieler
- Guez, Olivier (* 1974), französischer Journalist und SchriftstellerOlivier Guez (* 1974)

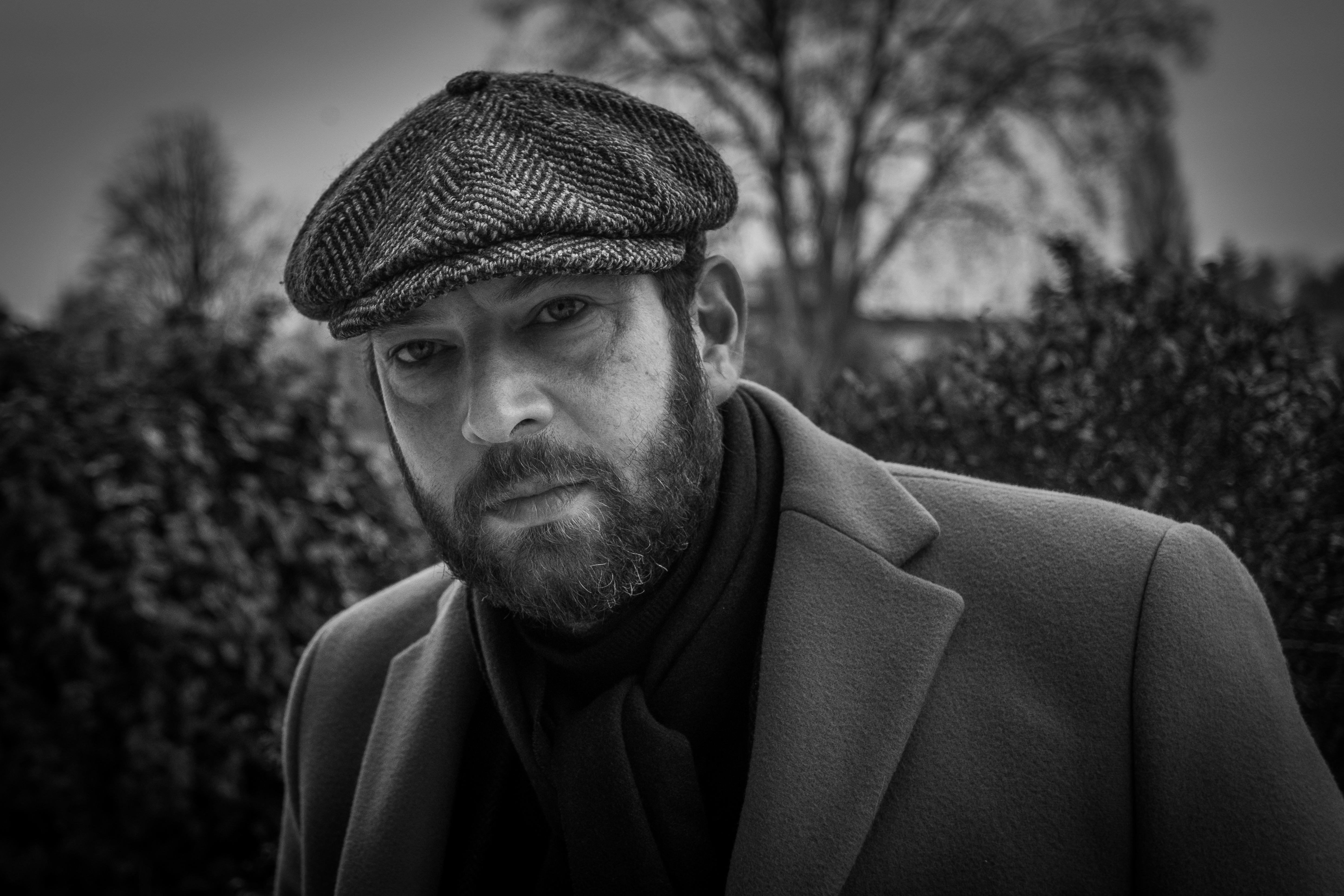
Olivier Guez (* 1974)

- Guézec, Jean-Pierre (1934–1971), französischer Komponist
- Guezguez, Eya (2005–2022), tunesische Regattaseglerin
- Guezguez, Sarra (* 2005), tunesische Regattaseglerin
- Guezmir, Marouene (* 1974), tunesischer Fußballspieler
- Guezzaz, Samir (* 1980), marokkanischer Fußballschiedsrichter